# Sudan
Die Republik Sudan ([zu’daːn], auch [’zuːdan], englisch Republic of the Sudan, arabisch جمهورية السودان, DMG Ǧumhūriyyat as-Sūdān) ist ein Staat in Nordost-Afrika mit Zugang zum Roten Meer. Er grenzt im Norden an Ägypten, im Osten an Eritrea, im Südosten an Äthiopien, im Süden an den Südsudan, im Südwesten an die Zentralafrikanische Republik, im Westen an den Tschad und im Nordwesten an Libyen. Mit einer Fläche von mehr als 1,8 Millionen Quadratkilometern ist das Land etwa fünfmal so groß wie Deutschland und drittgrößter Flächenstaat des afrikanischen Kontinents. Aufgrund regionaler Separatistenbewegungen und regelmäßiger Militärputsche ist der Sudan heute als zusammengehöriges souveränes Staatsgebilde allerdings nicht mehr existent.
Die Republik Sudan erlangte am 1. Januar 1956 ihre Unabhängigkeit von der bisherigen Kolonialmacht Vereinigtes Königreich (Anglo-Ägyptischer Sudan). Im Jahr 1989 kam Umar al-Baschir durch einen Militärputsch an die Macht und regierte das Land fortan als Präsident mit repressiven Mitteln. Durch seine autoritäre Regierung kam es regelmäßig zu schwerwiegenden Verletzungen der Menschenrechte. Im Jahr 2019 wurde al-Baschir nach 30-jähriger Amtszeit nach einem weiteren Militärputsch verhaftet und abgesetzt. Militärführung und zivile Opposition einigten sich im selben Jahr auf eine Übergangsregierung, die das Land innerhalb von fünf Jahren demokratisieren sollte. Stattdessen brach nach mehreren Militärputschen ein Bürgerkrieg in Sudan aus, in dessen Verlauf der Sudan kollabierte und die Hauptstadt Khartum weitgehend zerstört und entvölkert wurde. Zuvor hatte dort über ein Fünftel der etwa 45 Millionen Einwohnern Sudans gelebt.
Seit dem Referendum von 2011 ist der Südsudan vom Sudan unabhängig. Bis zur Unabhängigkeit des Südsudan war der Sudan der größte afrikanische Flächenstaat.

## Landesname
Der Landesname ist eine Kürzung der mittelalterlichen arabischen Bezeichnung Bilād as-Sūdān, „Land der Schwarzen“, womit im konkreten Fall die christianisierten Reiche in Nubien gemeint waren. Grammatisch leitet man das Wort von der weiblichen Form von aswad (arabisch أسود, DMG aswad ‚schwarz‘) ab. Als Sudan wird auch die Savannenzone Westafrikas südlich der Sahara von der Atlantikküste bis in den Norden Nigerias bezeichnet; im Osten gehören hierzu unter anderem Teile des Tschad und Darfurs im Sudan und Südsudan.
„Sudan“ hat im Deutschen ein männliches Genus (‚der Sudan‘, ‚im Sudan‘). Der Ständige Ausschuss für geographische Namen sieht bei der Verwendung der Kurzform des Landesnamens keinen Artikel vor. In der Schweiz wie auch in Österreich wird jedoch auch offiziell die Kurzform des Landesnamens mit männlichem Geschlecht und Artikel verwendet. Im allgemeinen Sprachgebrauch ist im Nominativ, Dativ und Akkusativ auch in Deutschland die Benutzung des Maskulinums üblich.

## Geographie

### Topografie
Der Sudan liegt im nordöstlichen Afrika. Mit einer Fläche von 1.861.484 km² bedeckt das Staatsgebiet etwas mehr als sechs Prozent des Kontinents. Unter den afrikanischen Staaten sind nur Algerien und die Demokratische Republik Kongo flächenmäßig größer.
Insgesamt verfügt der Sudan über eine Staatsgrenze von 6819 km Länge. Im Norden grenzt er 1276 km an Ägypten, wobei der Grenzverlauf weitgehend dem 22. Breitengrad Nord entspricht. Davon weichen drei Gebiete ab, deren Besitz jeweils umstritten ist: das Hala’ib-Dreieck, das Gebiet um Bir Tawil und das Wadi Halfa Salient. Im Nordosten hat der Sudan einen 853 km langen Zugang zum Roten Meer und damit eine Verbindung zum Indischen Ozean.
Im Osten grenzt der Sudan an Eritrea (682 km), im Südosten an Äthiopien (744 km), im Süden an den Südsudan (2158 km), im Südwesten an die Zentralafrikanische Republik (174 km), im Westen an den Tschad (1403 km) und im Nordwesten an Libyen (382 km). An der Südgrenze ist die Zugehörigkeit des Abyei-Gebietes zwischen dem Sudan und dem Südsudan umstritten.

### Relief
Sein Relief wird von der Beckenlandschaft des Nils und seinen Randgebirgen bestimmt. So erhebt sich im Nordosten das Bergland des Dschibal al-Bahr al-ahmar am Roten Meer, das eine Höhe bis 2259 m erreicht. Den südwestlichen Beckenrand stellen die Nordäquatorialschwelle und die Zentralafrikanische Schwelle dar, die auch die Wasserscheide zwischen Nil- und Kongosystem bilden. Im Westen erhebt sich ein Basaltgebirge auf dem Marra-Plateau, dessen höchste Erhebung mit 3088 m der Berg Marra, gleichzeitig der höchste Berg des Sudan, ist und die geographische Grenze zum Tschadbecken bildet. Im Süden erheben sich die Nuba-Berge, die zwischen 500 m und 1325 m hoch sind. Im Norden geht das Land beiderseits des Nils in die Sahara über, wobei der Teil westlich des Nils als Libysche Wüste und der Teil östlich des Nils als Nubische Wüste bezeichnet werden. In der Region um Khartum, wo Weißer Nil und Blauer Nil zum eigentlichen Nil zusammenfließen, breiten sich weite, flache Tonebenen aus.

### Klima

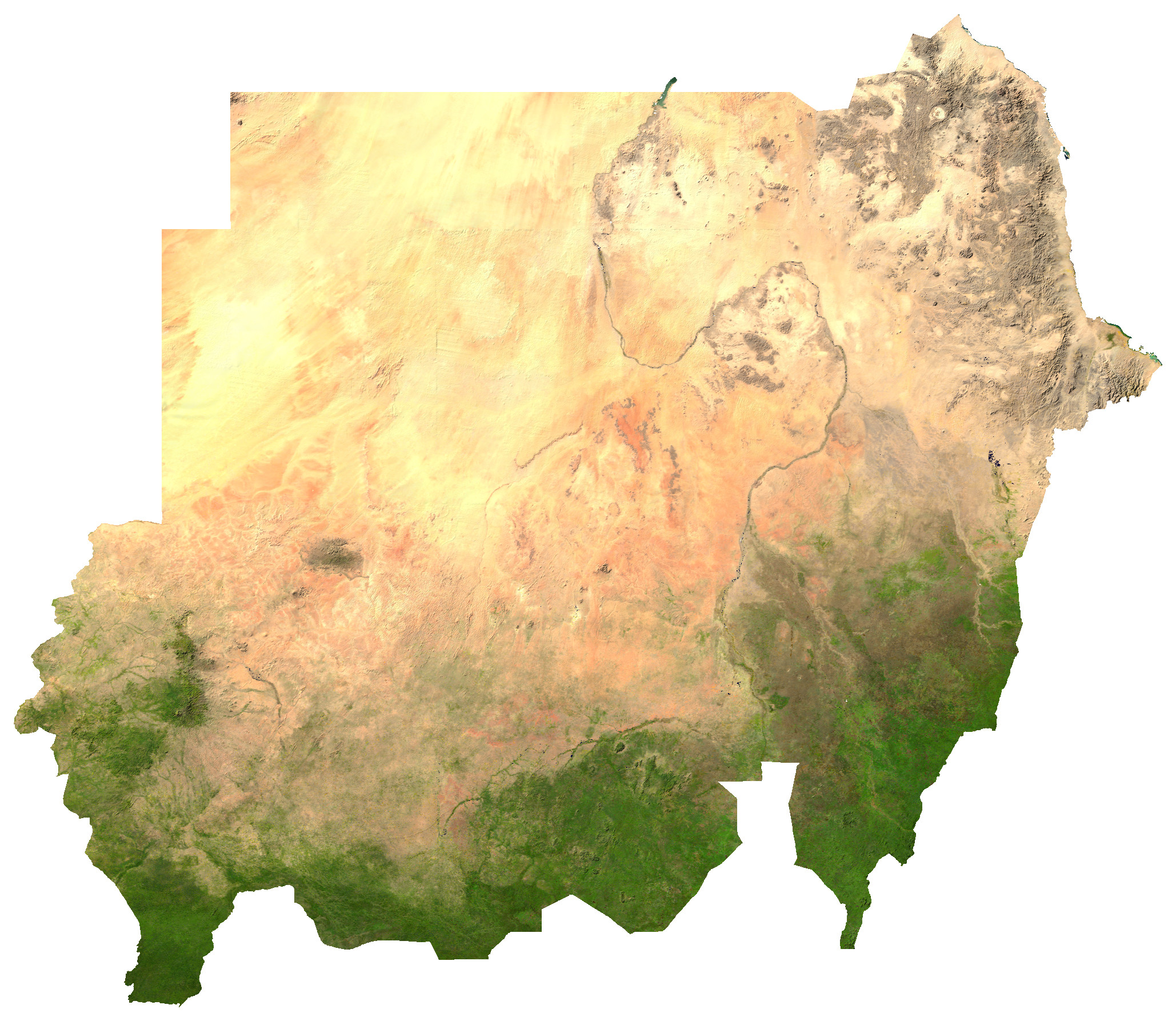
Satellitenaufnahme des Sudan, mit dem feuchteren Süden und dem trockenen Norden

Hohe Temperaturen und Sommerregen besonders im Süden kennzeichnen das tropische Klima des Sudan. In der Regenzeit von April bis November verteilen sich die Niederschlagsmengen von 1500 Millimeter im Süden auf weniger als 100 Millimeter im Norden. Die mittleren Monatstemperaturen liegen zwischen 24 Grad Celsius und 32 Grad Celsius. Dabei können die Temperaturen aufgrund des Wüstenklimas im Norden 41 Grad Celsius am Tag und 4 Grad Celsius in der Nacht erreichen.

### Hydrologie
Aus hydrologischer Sicht ist der Sudan überwiegend vom Nil beeinflusst. Der größte Teil des ostafrikanischen Landes befindet sich in seinem Einzugsgebiet. Allerdings verliert der Nil im Sudan in erster Linie auf Grund des Wüstenklimas Wasser. An den Nilufern wird Bewässerungsfeldbau betrieben. Die Überschwemmungskatastrophe im Sommer 2020 wurde durch starke Regenfälle am Oberlauf des Blauen Nils verursacht. Fast alles Flusswasser kommt entweder aus dem äquatorialen Afrika oder aus Äthiopien. Daneben gibt es einige Küstenflüsse, die aber zumeist auf Grund der hohen Aridität trocken sind. Im Westen des Landes gibt es Verbindungen zum Tschadbecken und zu anderen endorheischen Becken.

### Flora und Fauna
Die Vegetation reicht von spärlichstem Pflanzenwuchs in den nördlichen Wüsten und Halbwüsten über Dornstrauchsavannen in der Sahelzone, Trockensavanne mit Hochgras bis zu Feuchtsavannen. Der Waldbestand hat zwischen 1990 und 2000 um 1,4 Prozent abgenommen. Die vielfältige Tierwelt umfasst vor allem im Zentralsudan Elefanten, Büffel, Giraffen, Antilopen, Hyänen, Löwen, Flusspferde und Krokodile sowie zahlreiche Greif- und Wasservögel.

### Nationalparks
Im Sudan gibt es zehn Nationalparks (Stand 2006). Das Schutzgebietssystem umfasst dabei aber auch Naturschutz- und Vogelschutzgebiete. Der Berg Barkal mit der historischen Stadt Sanam gehören zum Welterbe der UNESCO und beide zusammen bilden die antike Hauptstadt Napata des Königreiches von Kusch.

### Städte
Im Jahr 2023 lebten 36 Prozent der Einwohner Sudans in Städten. Das größte Ballungsgebiet ist Khartum.
Die Städte mit über einer Million Einwohner (Berechnung 2007) sind Omdurman (3.127.802 Einwohner), die Hauptstadt Khartum (2.207.794 Einwohner) und al-Chartum Bahri (1.725.570 Einwohner), die sich in enger Nachbarschaft am Zusammenfluss des Weißen Nils mit dem Blauen Nil befinden. Alle anderen Städte bleiben unter der Grenze von 500.000 Einwohnern mit Ausnahme von Nyala im Süd-Darfur. Unverzichtbar für den Außenhandel ist die Stadt Bur Sudan, die über den einzigen Meerhafen des Landes verfügt. Entlang des Nils findet man noch folgende größere Städte von Nord nach Süd: Wadi Halfa, Atbara, Kusti und Rabak.

## Bevölkerung

### Demografie
Sudan hatte 2023 48,1 Millionen Einwohner. Das jährliche Bevölkerungswachstum betrug + 2,6 %. Zum Bevölkerungswachstum trug ein Geburtenüberschuss (Geburtenziffer: 33,0 pro 1000 Einwohner vs. Sterbeziffer: 6,7 pro 1000 Einwohner) bei. Die Anzahl der Geburten pro Frau lag 2022 statistisch bei 4,4, die der Region Sub-Sahara-Afrika betrug 4,5. Die Lebenserwartung der Einwohner Sudans ab der Geburt lag 2022 bei 65,6 Jahren. Der Median des Alters der Bevölkerung lag im Jahr 2021 bei 18,4 Jahren. 2023 waren 40,7 Prozent der Bevölkerung jünger als 15 Jahre, während der Anteil der über 64-Jährigen 3,6 Prozent betrug.
| Jahr                            | Einwohner  |
| ------------------------------- | ---------- |
| 1905 (offizielle Schätzung)     | 1.853.000  |
| 1910 (offizielle Schätzung)     | 2.400.000  |
| 1993 (Zensus)                   | 25.588.429 |
| 2003 (offizielle Schätzung)     | 33.333.648 |
| 2009 (Berechnung)               | 38.312.007 |
| 2016 (Berechnung für Nordsudan) | 36.729.501 |
| 2022                            | 47.249.580 |

### Binnenmigration
Von April 2023 bis April 2024, während des Bürgerkrieges, wurden mehr als acht Millionen Menschen zu Binnenvertriebenen.
Mehr als zwei Jahre nach der Unterzeichnung des Friedensabkommens zwischen der Khartumer Regierung und der Sudanesischen Volksbefreiungsarmee (SPLA) im Jahr 2005, das den 21 Jahre währenden Bürgerkrieg beendet hat, wird die Anzahl der intern Vertriebenen immer noch auf fünf Millionen Menschen geschätzt, davon nahezu zwei Millionen in der Darfur-Region. Nach dem Abkommen waren es vor allem Vertriebene aus dem Süden des Landes, denen sich neue Möglichkeiten zur Rückkehr eröffnet haben. Dennoch bleibt der Sudan das Land mit den meisten Binnenvertriebenen weltweit, so das Internal Displacement Monitoring Centre (IDMC) in Genf.

### Bevölkerungsstruktur
Die Prozentzahlen beziehen sich noch auf den Sudan einschließlich des im Juli 2011 abgespaltenen Südsudan. 36 % der Bevölkerung waren vor dieser Zeit arabischer Abstammung (Sudanaraber).
Die zweitgrößte Volksgruppe des Landes waren mit 12 % die Dinka, welche die dominierende Bevölkerungsgruppe im Südsudan darstellen. Daneben leben im Norden am Nil die Nubier mit 9 %, die seit Jahrtausenden auch jenseits der Landesgrenze im südlichen Ägypten lebten. Das drittgrößte Volk waren die Nuer mit 6 % Gesamtbevölkerungsanteil. Die Azande mit 5 % waren historisch die politisch einflussreichste Volksgruppe des Südens, bis sie unter der türkischen Herrschaft im 19. Jahrhundert wie die anderen Schwarzafrikaner marginalisiert wurden und teils als Basis für den Sklavenhandel dienten. Eine Minderheit waren die Bari im Südosten mit 3 %. Insgesamt waren 52 % der Bevölkerung des ungeteilten Landes Schwarzafrikaner.

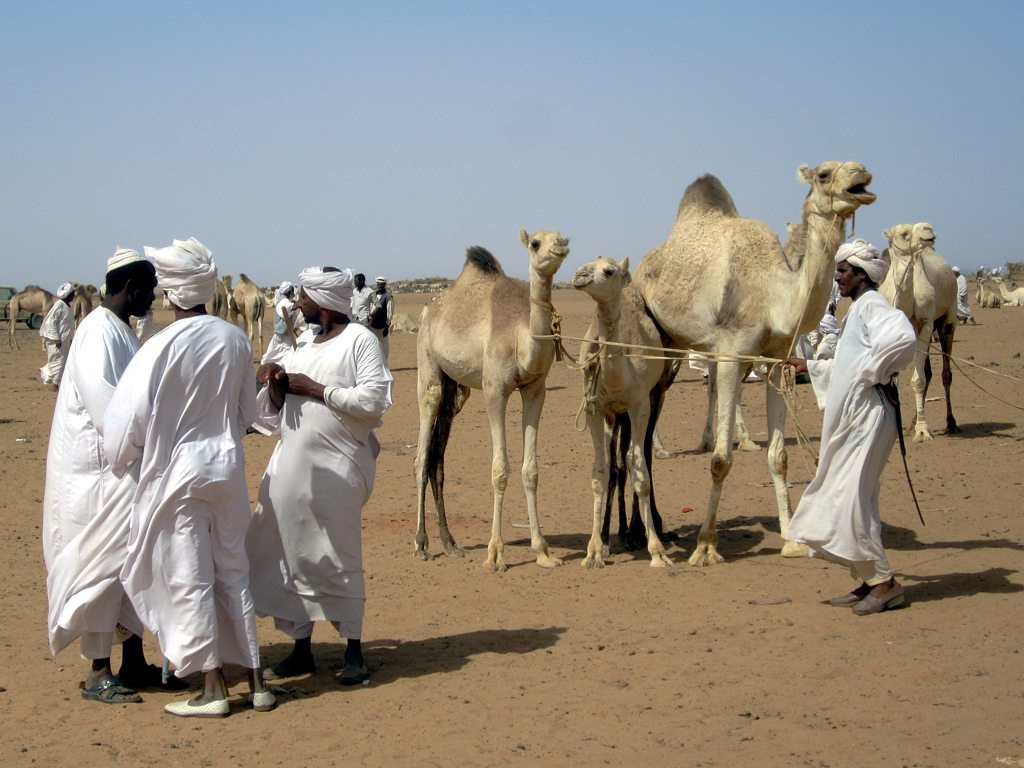
Kamelmarkt im Sudan

9 % gehörten vor der Teilung zu den kuschitischen Völkern, von denen die Bedscha mit 8 % die überwältigende Mehrheit bilden.
2 % waren zuvor Ausländer – zumeist Flüchtlinge vor diversen Kriegen in Afrika sowie Europäer – und 1 % anderer Zugehörigkeit.

### Sprachen
Englisch ist als Amtssprache verbreitet. Rund die Hälfte der Sudanesen ist im Arabischen verwurzelt, der zweiten Amtssprache, die vor allem im Norden gesprochen wird (davon sprechen es 42 Prozent als Muttersprache, im Süden dient Sudanarabisch als Verkehrssprache). Die übrige Bevölkerung spricht überwiegend nilosaharanische Sprachen, darunter die nilotischen Sprachen Nuer-Dinka (12 Prozent Dinka, 6 Prozent Nuer; werden vor allem im Süden gesprochen) und Bari (3 Prozent; im Südosten) sowie Nubisch (9 Prozent; am mittleren Nil). Die drittgrößte Sprachgruppe sind die kuschitischen Sprachen, von denen mit Abstand am meisten das Bedscha (8 Prozent; im Nordosten) gesprochen wird. Weiterhin werden auch ubangische Sprachen gesprochen – die bedeutendste ist Azande (5 Prozent; im Südwesten), eine kleine Bevölkerungsgruppe spricht auch Ndogo.

### Religionen

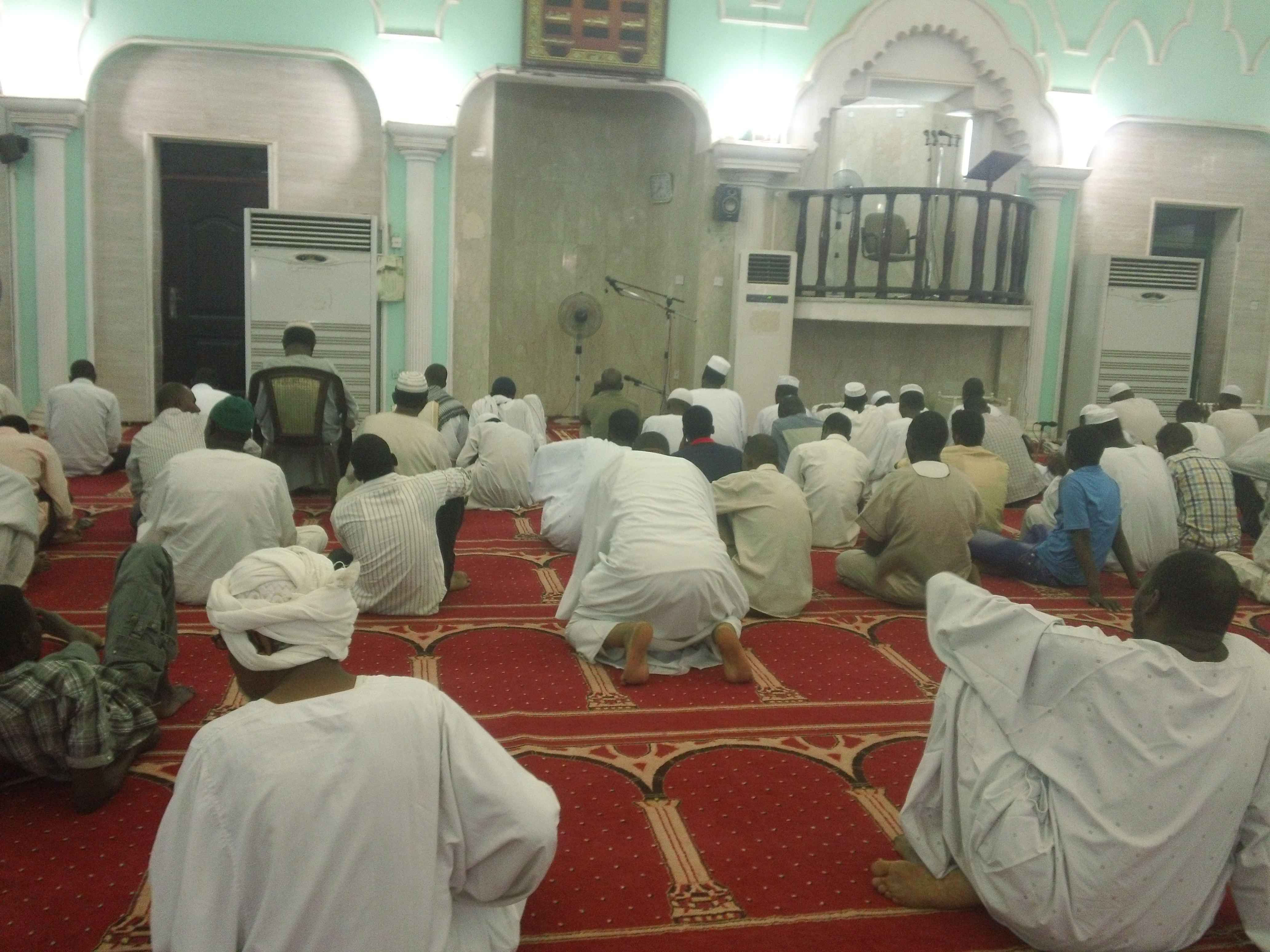
Moschee in Khartum

Im bis Juli 2011 auch den Südsudan umfassenden Sudan waren etwa 70 % der Bevölkerung sunnitische Muslime, 25 % Anhänger ethnischer Religionen und 5 % Christen. Die Nichtmuslime leben hauptsächlich im Süden des Landes und in Khartum. Mit dem Übertritt zum Islam oder Christentum ist gleichermaßen ein sozialer Aufstieg verbunden. Die selbst eingeschätzte Zuschreibung zu einer Religion entspricht daher im Süden auch einer gesellschaftlichen Einordnung. Verschiedene afrikanische Religionen haben in unterschiedlichem Maße die beiden abrahamitischen Religionen beeinflusst.
Der sunnitische Islam ist im Sudan die deutlich dominierende Religion, wurde aber nicht in den Status einer verfassungsmäßigen Staatsreligion erhoben. Zugleich wird der Islam jedoch seit 1989 von der Regierung bevorzugt und wie eine Staatsreligion behandelt. Die geltenden Scharia-Gesetze sind Teil eines staatlichen Islamisierungsprozesses, dem die Muslimbrüder unter Hasan at-Turabi zustimmen. Die Anhänger von Muhammad Ahmad, der sich selbst zum Mahdi ausrief, gerieten nach der Unterdrückung des Mahdi-Aufstandes politisch in den Hintergrund. Unter der muslimischen Bevölkerung haben sich verschiedene Sufi-Orden (Tariqa) weit verbreitet. Dazu zählen die Qadiriyya, die im 19. Jahrhundert eingeführten Bruderschaften der Sammaniya und vor allem der Khatmiyya. Gegen den offiziellen Islam behaupten sich in der traditionell liberalen sudanesischen Gesellschaft volksislamische Rituale wie der Zar-Kult.
Die Christen sind mehrheitlich Anhänger der römisch-katholischen Kirche im Sudan, die im Süden um 1900 in der Region um Wau gleichzeitig mit den britischen Anglikanern um Bor zu missionieren begannen. Die amerikanische Presbyterian Church fand bei den Nuer am Oberen Nil ihr Betätigungsfeld. Seit Ende des Bürgerkriegs breiten sich im Süden verstärkt amerikanisch-evangelikale Gruppierungen aus. Es gibt einige Kopten im Norden, die zum Teil auch aus Ägypten stammen.
Im afrikanischen Vergleich sind im Südsudan traditionelle Religionen wie die der Dinka noch überdurchschnittlich verbreitet. Nichtreligiöse Weltanschauungen sind selten.

### Bildung
Die Analphabetenquote liegt bei 31,4 % unter Frauen und 16,7 % unter Männern. Die älteste sudanesische Universität ist die Universität Khartum, die 1956 aus dem im Jahr 1902 gegründeten Gordon Memorial College entstand.

### Gesundheit
Die Gesundheitsausgaben des Landes betrugen im Jahr 2021 2,8 % des Bruttoinlandsprodukts. Im Jahr 2017 praktizierten in Sudan 2,6 Ärztinnen und Ärzte je 10.000 Einwohner. Die Sterblichkeit bei unter 5-jährigen betrug 2022 51,6 pro 1000 Lebendgeburten. Die Lebenserwartung der Einwohner Sudans ab der Geburt lag 2022 bei 65,6 Jahren (Frauen: 68,2, Männer: 63). Die Lebenserwartung stieg von 58,3 Jahren im Jahr 2000 bis 2022 um 13 %.

## Geschichte

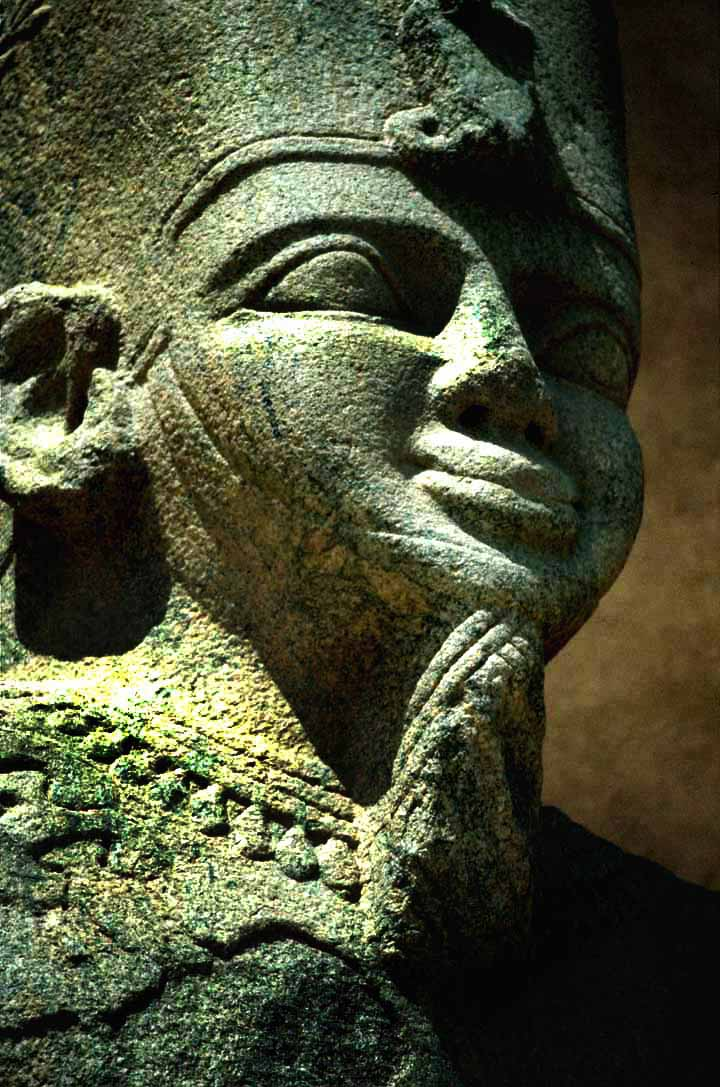
Bildnis eines nubischen Königs

Die schriftlich überlieferte Geschichte des Sudan reicht bis in die Pharaonenzeit zurück, die Besiedlungsgeschichte bis weit in die Altsteinzeit. Für das alte Ägypten war Nubien als Lieferant von Gold und Sklaven von Bedeutung; mit Beginn der 12. Dynastie (1991–1785 v. Chr.) wurde es dem ägyptischen Kernland einverleibt. Als Folge der Auflösung des Neuen Reiches vom 12. Jahrhundert v. Chr. an entstand in Nubien im 9. Jahrhundert v. Chr. das Reich von Kusch, das bis ins 4. Jahrhundert n. Chr. bestand. In den Jahren 712–664 v. Chr. beherrschte Kusch die „kuschitische Dynastie“ von ganz Ägypten.
Etwa gleichzeitig mit der Christianisierung der Region bildeten sich bis zum sechsten Jahrhundert n. Chr. die drei nubischen Königreiche Nobatia, Makuria und Alodia heraus. 651 schloss das inzwischen von muslimischen Arabern beherrschte Ägypten mit Nubien einen Friedensvertrag; er begründete bis zum 14. Jahrhundert relativ stabile Beziehungen. Im Zentralsudan entstanden die Sultanate Darfur und Sannar, die bis ins 18. Jahrhundert Bedeutung hatten. Nach der Christianisierung und der Entstehung christlicher Königreiche wurde der Sudan – mit Ausnahme des Südens – zwischen dem 14. und 16. Jahrhundert islamisiert.

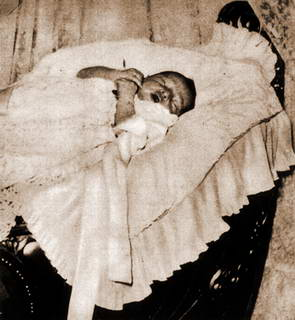
Fu'ād II., letzter ägyptischer Herrscher des Sudan und dritter König von Ägypten und des Sudan, 1952

Im frühen 19. Jahrhundert begannen die osmanischen Vizekönige von Ägypten die Osmanisch-Ägyptische Eroberung des Sudan. Gegen die ägyptische Besetzung fand von 1881 bis 1899 unter dem islamisch-politischen Führer Muhammad Ahmad, dem selbsternannten Mahdi, der Mahdi-Aufstand statt. Dieser gilt als der erste erfolgreiche Aufstand eines afrikanischen Landes gegen den Kolonialismus und führte am Ende des 19. Jahrhunderts zur Bildung eines eigenen Staates. Das sog. Kalifat von Omdurman bildete die erste nationale sudanesische Regierung und existierte 15 Jahre. Die Schari'a regelte alle Bereiche des menschlichen Daseins. 1898 wurde das Kalifat durch eine anglo-ägyptische Streitmacht in der Schlacht von Omdurman zerstört. Nach der Rückeroberung des Sudan wurde 1899 ein britisch-ägyptisches Kondominium errichtet. Faktisch blieb der Sudan bis 1953 britische Kolonie.
Nach dem Sturz König Faruqs von Ägypten 1952 und einer Phase der vorbereitenden Machtübergabe war für den Sudan der Weg in die Unabhängigkeit frei. Am 1. Januar 1956 wurde nach einer Volksabstimmung die Republik Sudan ausgerufen. Aus den Parlamentswahlen ging die Nationale Unionspartei (Umma-Partei, kurz UP) als Siegerin hervor und ihr Vorsitzender Ismail al-Azhari wurde erster Ministerpräsident des Landes. Aufgrund innerparteilicher Differenzen wurde noch im selben Jahr sein Rivale Abdullah Chalil neuer Ministerpräsident. Wegen der weiteren Instabilität der Koalitionsregierung und einer angeblich drohenden ägyptischen Invasion wandte sich Chalil 1958 mit der Bitte an den Oberbefehlshaber der Streitkräfte, General Ibrahim Abbud, zu intervenieren. Nach dem Militärputsch wurde Abbud zunehmend mit Revolten, Komplotten und dem Bürgerkrieg im Südsudan konfrontiert. Da er mit diesen Problemen nicht fertig wurde, trat er aufgrund öffentlicher Proteste 1964 zurück und übergab die Amtsgeschäfte an eine Zivilregierung unter Ministerpräsident Sirr al-Chatim al-Chalifa. Ismail al-Azhari wurde Vorsitzender eines als Staatsoberhaupt fungierenden Souveränitätsrates. Im November 1964 wurde das aktive und passive Frauenwahlrecht eingeführt.
In den Folgejahren war keine politische Stabilität zu erreichen. 1965 wurde Muhammad Ahmad Mahdschub, 1966 Sadiq al-Mahdi, 1967 erneut Muhammad Ahmad Mahdschub und 1969 Babikar Awadullah Ministerpräsident.
Diese Situation nutzte Oberst Dschafar an-Numairi 1969 zu einem weiteren Militärputsch. Numairis Politik orientierte sich an seinem ägyptischen Vorbild Gamal Abdel Nasser und so wurden einige sozialistische und panarabische Reformen durchgeführt. Die Sudanesische Sozialistische Union (SSU) wurde als alleinige Partei im Staat installiert. 1971 wurde er kurz durch einen kommunistischen Putsch entmachtet, danach aber wieder eingesetzt. Daraufhin wurde er zum Präsidenten gewählt, und es gelang ihm 1972, einen 17 Jahre andauernden Bürgerkrieg zwischen der sudanesischen Regierung und den Rebellen des Südsudan (SPLA) mit dem Addis-Abeba-Abkommen zu beenden. 1981 vollzog er eine Hinwendung zu einer islamistischen Regierung. 1983 führt er die Scharia im ganzen Land, auch im jetzt autonomen Südsudan, ein. Das Addis-Abeba-Abkommen verletzend löste er die südsudanesische Regierung auf. Dadurch trieb er die Erneuerung des Bürgerkriegs voran. Die politische Unruhe im Land nahm die Armee unter General Swar ad-Dahab 1985 zum Anlass für einen weiteren Militärputsch und die Abhaltung von Wahlen. Die Scharia blieb aber weiterhin in Kraft. Sadiq al-Mahdi wurde 1986 erneut zum Ministerpräsidenten gewählt.
1989 kam es aufgrund einer zunehmenden politischen Instabilität zu einem Militärputsch unter Generalleutnant Umar al-Baschir, der zur Politik Numairis zurückkehrte. Obwohl er danach unangefochten als Vorsitzender des „Nationalen Kommandorates zur Errettung der Nation“ das Land beherrschte, versuchte er vergeblich, die Regierungsgewalt über den Süden zurückzugewinnen. Von 1983 bis 2005 befand sich der Sudan ununterbrochen im Bürgerkrieg. 2005 wurde ein Friedensabkommen zwischen der Regierung in Khartum und der SPLA, der wichtigsten südsudanesischen Rebellengruppe, unterzeichnet. Es gewährte dem Südsudan Autonomie und sah ein Referendum über die Unabhängigkeit des Südsudan für 2011 vor, das vom 9. Januar bis 15. Januar durchgeführt wurde und schließlich 2011 zur Unabhängigkeit des Südsudan führte.
Am 11. April 2019 wurde Umar al-Baschir nach 30-jähriger Amtszeit bei einem Militärputsch verhaftet und abgesetzt sowie der Ausnahmezustand verhängt. Militärführung und zivile Opposition rangen bis zur Einigung über die Bildung einer gemeinsamen Übergangsregierung im Juli 2019 um die Macht.
Am 25. Oktober 2021 putschte das Militär erneut. Anschließende Proteste dagegen wurden von der Junta mit Gewalt niedergeschlagen. Am 21. November 2021 wurde der durch den Putsch gestürzte Abdalla Hamdok wieder Ministerpräsident. Am 2. Januar 2022 stellte er sein Amt erneut zur Verfügung. Am 29. Mai 2022 wurde der Ausnahmezustand aufgehoben.
Am 15. April 2023 brachen landesweit Kämpfe zwischen den sudanesischen Streitkräften (SAF) und den Rapid Support Forces (RSF) aus, in deren Verlauf der Konflikt durch ausländische Unterstützung der Parteien (Iran, Saudi-Arabien, Russland) internationalisiert wurde. Infolge der Kämpfe, die insbesondere in der Hauptstadt Khartum ausgetragen wurden, kollabierte der Staat und die Hauptstadt Khartum wurde weitgehend zerstört und entvölkert. So verließ so gut wie die gesamte Mittelschicht und Elite die Stadt und viele Menschen auch das Land.

## Politik

### Politisches System

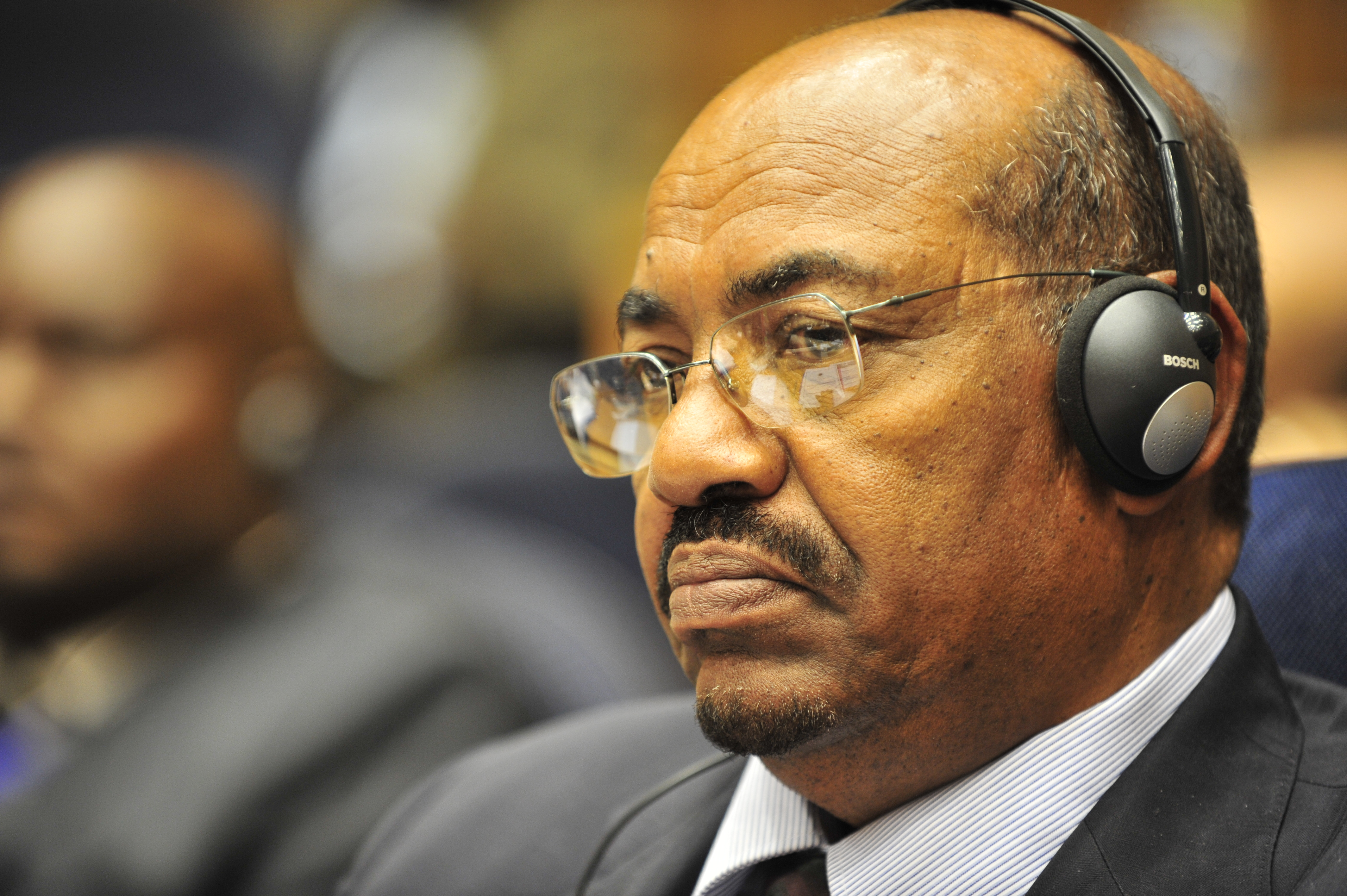
al-Baschir auf der 12. Konferenz der Afrikanischen Union im Februar 2009

Nach dem Militärputsch am 11. April 2019 wurde der amtierende Präsident abgesetzt und die Verfassung außer Kraft gesetzt. Bis zur vorgesehenen Neuwahl im Jahr 2022 sollte ein „Souveräner Rat“ aus fünf Militärs und fünf Zivilisten sowie einer elften Person, deren Benennung beide Seiten zugestimmt haben, das Land regieren. Im August 2019 wurde Abdalla Hamdok als Premierminister vereidigt, im September stellte er sein Kabinett vor.
Der Sudan ist gemäß der ehemaligen Verfassung von 1998 eine föderale Republik und wurde seit 1989 von einer Militärregierung regiert. Staatsreligion ist der Islam. Die islamische Scharia gilt nach Artikel 65 der Verfassung als erste Rechtsquelle. Der Präsident wird alle fünf Jahre direkt vom Volk gewählt. Bei den Wahlen zwischen dem 13. und 22. Dezember 2000 gewann die Nationale Kongresspartei (NCP) die absolute Mehrheit der Sitze, während die Oppositionsparteien die Wahl boykottierten. Auch die Wahlen 2005, an denen sich die Oppositionsparteien beteiligten, gewann die NCP unter al-Baschir. Alle Sudanesen im Alter ab 17 Jahren besitzen das Wahlrecht.
Ab 2005 regierten die Nationale Kongresspartei (NCP) und die Sudanesische Volksbefreiungsbewegung (SPLM) gemeinsam in der Regierung der Nationalen Einheit. Diese Machtaufteilung wurde im Friedensabkommen von 2005 vereinbart und sollte nach den freien Wahlen im April 2010 das Referendum im Januar 2011 vorbereiten. Die Nationale Kongresspartei kam mit dem Militärputsch 1989 unter Umar Hasan Ahmad al-Baschir an die Macht und übte bis 2005 die Alleinherrschaft aus, während die Sudanesische Volksbefreiungsbewegung bis 2005 für die Unabhängigkeit des Südsudan kämpfte. Mit dem Friedensabkommen wurde die autonome Region Südsudan geschaffen, die die Sudanesische Volksbefreiungsbewegung allein verwaltete. Der Regierungschef der Autonomen Region Südsudan war gleichzeitig Vizepräsident des Gesamtstaates. Am 9. Juli 2011 wurde der Südsudan als Republik Südsudan unabhängig.
Das nach dem Putsch 1989 abgeschaffte Amt des Ministerpräsidenten wurde im März 2017 wieder eingeführt.

### Politische Indizes
| Name des Index                     | Indexwert     | Weltweiter Rang | Interpretationshilfe | Jahr |
| ---------------------------------- | ------------- | --------------- | --- | ---- |
| Fragile States Index               | 109,3 von 120 | 2 von 179       | Stabilität des Landes: großer Alarm 0 = sehr nachhaltig / 120 = sehr alarmierend Rang: 1 = fragilstes Land / 179 = stabilstes Land | 2024 |
| Demokratieindex                    | 1,46 von 10   | 162 von 167     | Autoritäres Regime 0 = autoritäres Regime / 10 = vollständige Demokratie                                                           | 2024 |
| Freedom in the World Index         | 6 von 100     | —               | Freiheitsstatus: unfrei 0 = unfrei / 100 = frei                                                                                    | 2024 |
| Rangliste der Pressefreiheit       | 30,3 von 100  | 156 von 180     | Sehr ernste Lage für die Pressefreiheit 100 = gute Lage / 0 = sehr ernste Lage                                                     | 2025 |
| Korruptionswahrnehmungsindex (CPI) | 15 von 100    | 170 von 181     | 0 = sehr korrupt / 100 = sehr sauber                                                                                               | 2024 |

### Innenpolitik

#### Entwicklungen
Der langjährige Führer der Sudanesischen Volksbefreiungsbewegung (SPLM), John Garang, kam am 30. Juli 2005 bei einem Hubschrauberabsturz ums Leben. Die Nachricht vom Tod des erst am 9. Juli vereidigten Vizepräsidenten der Zentralregierung löste zunächst Befürchtungen über einen erneuten Ausbruch des Bürgerkrieges im Südsudan aus, als nach Bekanntwerden der Nachricht bei gewaltsamen Ausschreitungen in Khartum, Malakal und Dschuba 130 Personen getötet und mehr als 400 verletzt wurden. Am 5. August wurde Garangs langjähriger Stellvertreter Salva Kiir Mayardit zum neuen Chef der SPLM bestimmt und am 11. August auch als neuer Vizepräsident des Sudan vereidigt.
In der am 20. September vorgestellten Regierung der nationalen Einheit, die 29 Minister umfasste, behielt die Nationale Kongresspartei (NCP) von Staatschef Umar Hasan Ahmad al-Baschir vier von fünf Schlüsselministerien: Inneres, Verteidigung, Energie und Finanzen. Lediglich das Außenministerium wurde dem SPLM-Politiker Lam Akol anvertraut. Die SPLM hatte auch das Erdölministerium beansprucht, um die Erdöleinnahmen (und den verfassungsrechtlich zugesicherten Anteil des Südens) kontrollieren zu können. Mayardit gab schließlich nach, um die Einsetzung der Regierung nicht weiter zu verzögern. Dafür erntete er heftige Kritik aus der SPLM, da die Regierung in dieser Form der vertraglich gesicherten Machtteilung kaum mehr entspreche. Auch die gesamte Verwaltung und alle anderen politischen Institutionen blieben vollständig in der Hand der NCP. Die Opposition im Norden des Landes zog ihre Minister aus der Regierung zurück, da sie sich in der Anzahl und Verteilung von Ressorts nicht angemessen berücksichtigt sah.
Mayardit stellte am 21. Oktober 2005 die erste Regierung der Autonomen Region Südsudan vor, der er als Regierungschef vorstand.

#### Stellung der Frauen in Gesellschaft und Rechtssystem

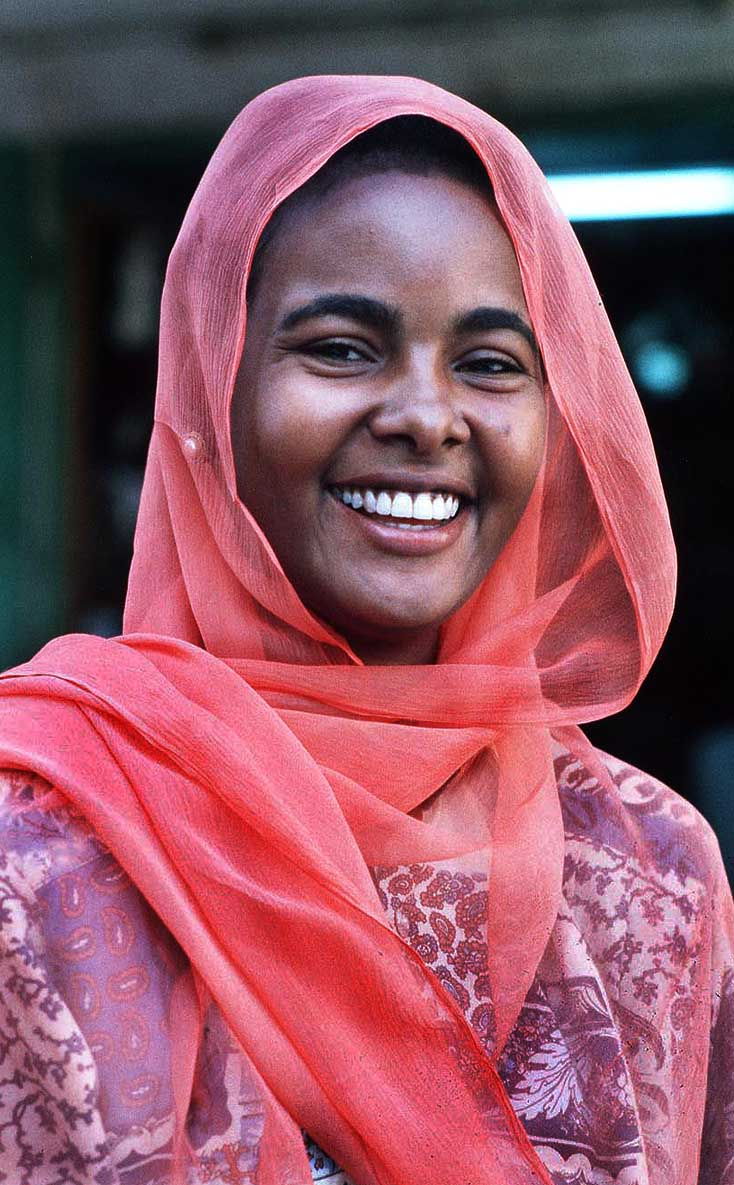
Frau mit Kopfbedeckung im Sudan

Neben der Auslegung des Islam, die vom islamistischen Regime im Sudan eingeführt wurde und Frauen eine untergeordnete Rolle zuschreibt, gibt es traditionelle kulturelle Ausdrucksformen wie den Zar-Kult oder den Einfluss der Hakamat-Sängerinnen in Darfur, in denen Frauen eine wichtige spirituelle Rolle einnehmen, und die auch heute noch praktiziert werden. Daneben spielen Frauen im privaten Bereich sowie in vielen Formen des öffentlichen Lebens eine bedeutende Rolle.
Ende der 1940er Jahre formierten sich dann die ersten Frauenvereine im Sudan, aus denen 1951 die Sudanese Women’s Union hervorging. Seither ist eine Vielzahl von Frauenorganisationen entstanden, unter anderem die New Sudan Women Federation (NSWF) und die Sudan Women’s Voice for Peace (SWVP) und die Women Action Group (WAG), die auch versucht haben, den Friedensprozess im Sudan voranzubringen.
Die Positionierung dieser Organisationen gegenüber der auf der Scharia basierenden Gesetzgebung fällt je nach ihrer religionspolitischen Ausrichtung unterschiedlich aus. Einerseits werden Frauen im islamischen Familienrecht eine Männern untergeordnete Rolle und beschränkte Rechte zugeschrieben, andererseits garantiert das Gesetz gleiche Rechte bezüglich Wahlrecht, Arbeitsrecht sowie Bildung und Gesundheit. Laut dem Länderbericht von UNICEF Sudan für die Jahre 2018–21 verzeichnet die Bildungspolitik im Sudan zwar auf einigen Gebieten Fortschritte; insbesondere stellt jedoch z. B. die schulische Ausbildung von Mädchen bereits im Grundschulbereich und besonders im ländlichen Bereich eine weitere Form der geschlechtsspezifischen Benachteiligung dar.
Eine weitere Diskriminierung stellt die weiterhin verbreitete weibliche Genitalverstümmelung (FGM) dar. Gemäß den Vereinten Nationen sind immer noch neun von zehn Mädchen davon betroffen (Stand 2020). Diese wurde Anfang Juli 2020 unter Strafe gestellt: Wer solch einen Eingriff vornimmt, kann eine Gefängnisstrafe von bis zu drei Jahren erhalten. Mitte Juli 2020 folgte eine weitere Verbesserung für Frauen: Sie können nun mit ihren Kindern verreisen, ohne zuvor die Einwilligung männlicher Verwandter einholen zu müssen. Die Kleidungsvorschriften für Frauen und andere Einschränkungen, z. B. bei der Ausübung von Sport wurden liberalisiert. Diese Veränderungen werden auch im Zusammenhang damit gesehen, dass Frauen während der Massenproteste 2018/2019 gegen den gestürzten Langzeitpräsidenten Omar al-Baschir eine tragende Rolle spielten.
Eine wichtige Institution für universitäre Bildung ist die private Ahfad-Universität für Frauen in Omdurman. Diese bietet ausschließlich Studentinnen aus dem Sudan sowie anderen afrikanischen Ländern Studiengänge nach internationalen Maßstäben. Als eine der wenigen Universitäten im arabisch-islamischen Raum weisen ihre Lehrangebote einen Schwerpunkt durch gender-orientierte Lehre und Forschung auf. Neben den natur-, sozial-, agrarwissenschaftlichen und medizinischen Fakultäten besteht auch ein regionales Institut für „Gender, Diversity, Peace and Rights“, das unter anderem mit der Humboldt-Universität in Berlin kooperiert.

#### Menschenrechte
Trotz des Friedensabkommens von 2006 zwischen der regierenden Nationalen Kongresspartei (National Congress Party – NCP) und der im Südsudan regierenden Sudanesischen Volksbefreiungsbewegung (Sudan People’s Liberation Movement – SPLM) kommt es weiterhin zu Konflikten und Menschenrechtsverletzungen. Die Zivilbevölkerung in Darfur leidet besonders an den Folgen des Völkermordes. Die Streitkräfte der Regierung und die mit der Regierung verbündeten Milizen und militante Gruppen begehen weiterhin Verbrechen an der Zivilbevölkerung. Sie morden, vergewaltigen und bombardieren ganze Wohngebiete. Angriffe und Kämpfe der Lord’s Resistance Army (LRA) im Süden des Landes forderten schätzungsweise 2500 Todesopfer und vertrieben 359.000 Menschen im Laufe des Jahres 2009. Insgesamt, so schätzt man, sind seit dem Ausbruch des Konflikts im Jahre 1983 bis heute 3,5 Millionen Menschen im Südsudan auf der Flucht.
Nach Angaben der UNO sind heute ca. 2,7 Millionen Zivilisten innerhalb des Landes auf der Flucht und mehr als 250.000 Menschen sind bereits in den benachbarten Tschad geflohen. Laut UNO sind im Jahr 2006 schätzungsweise 200.000 Menschen als Folge des Konflikts gestorben, bis zum Jahr 2008 könnten bis zu 100.000 mehr gestorben sein.
Am 4. März 2009 stellte der Internationale Strafgerichtshof (ICC) einen Haftbefehl gegen Präsident al-Bashir wegen Kriegsverbrechen in zwei Fällen und Verbrechen gegen die Menschlichkeit in fünf Fällen aus. Der Haftbefehl gegen Präsident al-Bashir war der dritte, den der ICC im Zusammenhang mit Darfur ausgestellt hatte. Ebenfalls am 4. März 2009, unmittelbar nachdem der ICC Haftbefehl gegen Präsident al-Bashir erlassen hatte, verwies die Regierung 13 internationale humanitäre Organisationen des Landes und ordnete die Schließung von drei nationalen Menschenrechtsorganisationen und Organisationen der humanitären Hilfe an.
Journalisten waren nach wie vor Einschüchterungsversuchen und Festnahmen durch den Geheimdienst ausgesetzt.
Das Justizsystem wird als unfair eingestuft. Zwischen Juli 2008 und Juni 2009 wurden 103 Personen von Sondergerichten zur Verhandlung terroristischer Straftaten zum Tode verurteilt. Laut Amnesty wurden auch 2009 nach wie vor grausame, unmenschliche und erniedrigende Strafen wie etwa Auspeitschungen verhängt und vollstreckt. Es kam zu willkürlichen Festnahmen, Folter und anderen schweren Misshandlungen. Internationale Aufmerksamkeit erregte im Mai 2014 das Todesurteil gegen die Christin Maryam Yahya Ibrahim Ishaq.
Im Juli 2020 wurden infolge der Revolution gegen Omar al-Baschir einige Gesetze aus dem Strafgesetzbuch gekippt: So sind nun öffentliche Auspeitschungen verboten und die Todesstrafe für Homosexuelle sowie das Apostasiegesetz, das den Abfall vom Glauben mit dem Tod bestrafte, wurde abgeschafft. Genitalverstümmelung wurde unter Strafe gestellt. Auch das Alkoholverbot für Nicht-Muslime besteht nun nicht mehr. Als großer Schritt wurde bewertet, dass das Ende der mächtigen Takfir-Praxis angekündigt wurde: Durch sie konnten Menschen bislang wegen eines vermeintlichen Regelbruchs zu Ungläubigen abgestempelt werden. Dies wurde häufig von Fundamentalisten als Vorwand benutzt, um Menschen zu unterschiedlichsten Strafen zu verurteilen.
Im Zuge von Angriffen auf Dörfer und Gebiete in der Nähe von Lagern für Binnenflüchtlinge waren Vergewaltigungen und andere Gewalttätigkeiten gegen Frauen nach wie vor weit verbreitet. Durch den Bürgerkrieg werden viele Kinder als Kindersoldaten zwangsrekrutiert. Es herrscht ein Klima der Diskriminierung und Gewalt gegen sexuelle Minderheiten. Homosexualität wird vom Staat kriminalisiert. Aus dem Jahre 2010 wurden mehrere Fälle von Auspeitschungen bekannt. Ein Fall beschreibt, wie männliche Transvestiten für das Tragen von Frauenkleidern und Make-up bestraft wurden, ein anderer eine Gruppe junger Frauen in Khartum, die ausgepeitscht wurden, weil sie Hosen trugen. Im Rahmen einer Justizreform wurde im Juli 2020 zwar die Todesstrafe für gleichgeschlechtlichen Sex abgeschafft, doch immer noch drohen Homosexuellen bis zu sieben Jahre Haft. Die LGBT-Organisation Bedayaa (arabisch für Anfang) spricht von einem „großen Schritt in Richtung einer Reform des Justizsystems“.
Unterschiedliche Formen von Sklaverei gab es von der alt-ägyptischen Zeit bis in die Gegenwart. Den Briten gelang es während des 19. Jahrhunderts im Anglo-Ägyptischen Sudan nicht, die Sklaverei völlig abzuschaffen. Ein Handel mit meist im Südsudan versklavten Menschen geschieht auch heute noch.

### Konfliktgebiete

#### Abyei
Bewaffneter Konflikt zwischen dem Sudan und dem Südsudan um die Kontrolle des Gebietes Abyei zwischen den beiden Ländern.

#### Darfur

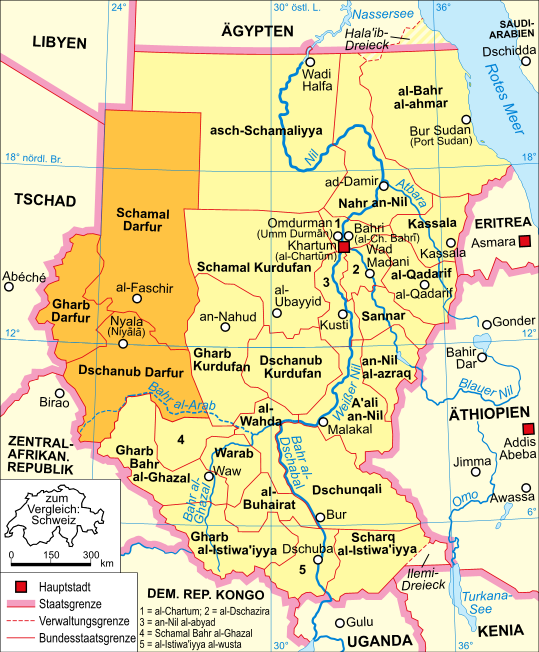
Bundesstaaten der Region Darfur (orange). Die Karte zeigt den Sudan vor der Teilung 2011

Darfur wurde 2003 zum Schauplatz einer blutigen Rebellion gegen die arabisch-dominierte sudanesische Regierung mit zwei schwarzafrikanischen Rebellengruppen – der Sudanesischen Befreiungsarmee (Sudan Liberation Army, SLA) und der Bewegung für Gerechtigkeit und Gleichheit (Justice and Equality Movement, JEM), die die Regierung beschuldigen, Schwarzafrikaner zugunsten der Araber zu unterdrücken. Im Gegenzug begann die Regierung einen Feldzug mit Luftbombardements und Bodenangriffen, durchgeführt von einer arabischen Miliz, den Dschandschawid. Die sudanesische Regierung wies jedoch eine Mitschuld an den Verbrechen der Milizen in Darfur zurück. Am 8. April 2004 wurde aufgrund des internationalen Drucks ein Waffenstillstandsabkommen geschlossen, für dessen Einhaltung die Friedensmission African Union Mission in Sudan (AMIS) mit logistischer Unterstützung der NATO sorgen sollte.
Im September 2005 kam es allerdings zu neuen Kämpfen in der Region. Hintergrund waren die am 15. September wieder aufgenommenen Friedensgespräche in Abuja. Eine Splittergruppe der SLA boykottierte die Verhandlungen und überfiel Hilfslieferungen und Regierungsgebäude. Am 29. September starben 30 Personen nach Attacken der Dschandschawid auf ein Flüchtlingslager in Nord-Darfur, am 9. Oktober entführte eine Fraktion der JEM 38 AMIS-Soldaten, die später wieder freigelassen wurden. SLA-Rebellen töteten am 7. Oktober vier Soldaten der AMIS-Friedenstruppe, die nur über einen Beobachterstatus verfügen und nicht einmal bei Vergewaltigungen einschreiten dürfen. Ein von der Menschenrechtsorganisation Human Rights Watch am 12. Dezember veröffentlichter Bericht erneuerte die bereits seit 2004 erhobenen Vorwürfe gegen die sudanesische Regierung, bis in die höchsten Ebenen in Planung und Durchführung der Kriegsverbrechen in Darfur verwickelt zu sein, was von der Regierung zurückgewiesen wurde. Seit März 2005 ermittelt der Internationale Strafgerichtshof (ICC) gegen Kriegsverbrecher im Darfur-Konflikt.
Anfang Februar 2006 intensivierten sich die bewaffneten Auseinandersetzungen erneut. Der Befehlshaber der AMIS-Mission machte die Rebellenbewegungen hierfür verantwortlich. Sie hätten durch Angriffe auf die beiden in Regierungshand befindlichen Städte Shearia und Golo Gegenangriffe der Dschandschawid auf Flüchtlingslager ausgelöst. Als Reaktion auf diese Angriffe hatten bis zu 70.000 Personen die Flüchtlingslager verlassen. Nach unabhängigen Angaben waren es jedoch weiterhin hauptsächlich die mit der sudanesischen Regierung verbündeten Milizionäre, die gegen Flüchtlinge und die ausländischen Hilfsorganisationen vorgingen. Am 5. Mai 2006 unterzeichnete die sudanesische Regierung und die bedeutendere Fraktion der Sudanesischen Befreiungsarmee (SLA) unter Minna Minnawi ein Friedensabkommen in Abuja. Die andere Fraktion der SLA unter Abdelwahid al-Nur und die Bewegung für Gerechtigkeit und Gleichheit (JEM) lehnen eine Zustimmung zum Abkommen ab, da sie ihre Hauptforderungen der sofortigen Schaffung einer Region Darfur anstatt der drei Bundesstaaten und die Einrichtung eines zweiten Vizepräsidenten für Darfur nicht berücksichtigt sehen.
Die meisten Rebellen, die das Abkommen ablehnten, schlossen sich zur Nationalen Erlösungsfront (engl.: National Redemption Front, kurz NRF) zusammen und erklärten den Waffenstillstand für beendet. Neue Kämpfe in Darfur zwangen Mitte Juni 2006 das Welternährungsprogramm, seine Arbeit einzustellen, wodurch 400.000 Menschen von einer Hungersnot bedroht waren. Die Dschandschawid hatten bereits in der Woche nach der Unterzeichnung des Abkommens ihre Überfälle wieder aufgenommen. Daraufhin entsandte die sudanesische Regierung zusätzliche Truppen nach Darfur und startete eine seit dem 28. August 2006 andauernde Offensive in Nord-Darfur mit Unterstützung der Minnawi-SLA, um die Rebellen der NRF zurückzudrängen.
Am 31. August 2020 wurde ein Friedensabkommen unterzeichnet.
Nach diversen Massenprotesten gegen die Militärführung, bei denen es jedes Mal Todesopfer gab, brach schließlich im April 2023 erneut ein offener Konflikt zwischen dem Militär und den so genannten Paramilitärs aus. Gerade unter den Umständen, dass der Sudan – eins der 20 ärmsten Länder laut Welthungerindex – sich in einer Lean Period, also der nahrungsarmen Phase zwischen den Ernten, befindet, hat dieser Konflikt bereits nach zehn Tagen das Potenzial, eine große humanitäre Krise hervorzurufen. Viele Familien und jene, die nicht fliehen konnten, suchen seit Tagen in ihren Häusern Zuflucht. Dabei gehen die Vorräte zur Neige, und die Zerstörung der Hauptverkehrsstraßen zur Hauptstadt sowie der Marktplätze verschlimmert die Lage weiter. Hilfsorganisationen, Aktivisten und öffentliche Sprecher sind sich einig: Hunger darf nicht als Waffe genutzt werden.

#### Ostsudan
Der Osten des Sudan, der hauptsächlich von den Ethnien der Bedscha und Rashaida bewohnt wird, ist eine arme und unterentwickelte Region, deren Bewohner kaum von der Förderung der dortigen Bodenschätze oder von den Einnahmen aus dem Erdölexport profitieren. Viele Bedscha und Rashaida fühlen sich daher von der Zentralregierung in Khartum marginalisiert und unterdrückt. Die in der Eastern Front zusammengeschlossenen Widerstandsorganisationen verübten immer wieder Angriffe auf Regierungseinrichtungen. Bei den ab Anfang 2006 in Eritrea stattfindenden Friedensverhandlungen zwischen der Regierung und den Rebellen des Ostsudan wurde am 26. Juni 2006 ein Waffenstillstands-Abkommen und am 14. Oktober 2006 ein Friedensvertrag unterzeichnet.

#### Machtgerangel um die Regierung
Im Rahmen dessen, wie die Militärs die Macht wieder an eine zivile Regierung abgeben sollen, gingen Mitte April 2023 rivalisierende Fraktionen des herrschenden Militärs des Landes mit Waffengewalt aufeinander los; dabei beteiligt sind die Sudanesischen Streitkräfte (SAF) unter De-facto-Staatschef Abdel Fattah Burhan und die Rapid Support Forces (RSF) unter seinem bisherigen Stellvertreter Mohammed Hamdan Daglo.

### Außenpolitik

#### Beziehungen zu den vorderasiatischen Staaten
Als eines der wenigen arabisch-sunnitischen Länder unterhielt der Sudan engste Beziehungen zum Iran. Auch wenn die Bevölkerung im Iran schiitisch ist, sah man trotzdem den Islam als Verbindung zueinander. So ist die staatliche Rüstungsfirma Military Industry Corporation dem Verteidigungsministerium des Sudan unterstellt, aber gehörte zu 35 % einem iranischen Investor und versorgte Terrororganisationen wie die Hisbollah oder die Hamas mit Waffen. In der Vergangenheit fungierte der Sudan als Vermittler zwischen Saudi-Arabien, den sunnitisch-arabischen Staaten und dem Iran. Nachdem aber die meisten arabischen Staaten die Muslimbruderschaft als Terrororganisation eingestuft hatten, waren die Beziehungen zu den übrigen arabischen Staaten schlecht. Diese Organisation war Teil der herrschenden Nationalen Kongresspartei, weswegen der Sudan Muslimbrüdern aus Ägypten und anderen Staaten Asyl gewährte. Saudi-Arabien warf 2014 dem Sudan vor, iranische Waffen schiitischen Rebellen im Jemen zu liefern.
Dies alles änderte sich im März 2015, als der Sudan Teil der Saudischen Koalition im Jemen wurde und mit dem Iran brach. Die sudanesische Zeitung Sudan Tribune zeigte zu dieser Neuausrichtung eine Karikatur mit dem damaligen Präsidenten Umar al-Baschir, der mit einem Sack Geld beladen von Revolutionsführer Ali Chamene’i wegläuft, der ihm hinterherschreit: „Auch du Brutus?!?“ Als Saudi-Arabien am 3. Januar 2016 die diplomatischen Beziehungen zum Iran abbrach, folgte der Sudan diesem Schritt nur einen Tag später. Der Sudan unterhielt damals auch gute Beziehungen zu Katar und der Türkei. Zusammen bildete man die Unterstützer der Muslimbruderschaft in den Konflikten während der Staatskrise in Ägypten 2013/2014 und im Bürgerkrieg in Libyen 2014/15.

#### Beziehungen zum Südsudan
Nach jahrzehntelangem Sezessionskrieg im Südsudan von 1955 bis 1972 und noch einmal von 1983 bis 2005 wurde im Jahre 2005 die autonome Region Südsudan gebildet. Sie hat etwa 8,27 Millionen Einwohner in 10 Bundesstaaten.
Vom 9. bis 15. Januar 2011 wurde ein Unabhängigkeitsreferendum durchgeführt, nach dem sich 99 % der Wähler für die Unabhängigkeit aussprachen. Am 9. Juli 2011 wurde Südsudan unabhängig. Die Unabhängigkeitserklärung wurde vom Sudan am 8. Juli anerkannt.
Seitdem sind die beiden Staaten erbitterte Feinde. Der Grund des Streits ist das Erdöl, das sich im Südsudan befindet. Der Südsudan liegt aber nicht am Meer und kann so das Öl nicht ausführen, deshalb muss es erst durch den Sudan transportiert werden, dieser verlangt Geld für den Transport. Dies akzeptiert der Südsudan nicht. Am 4. Februar 2012 meinte der sudanesische Präsident al-Baschir, dass ein Krieg zwischen den beiden Staaten möglich sei. Am 11. Februar unterzeichneten beide Staaten in Addis Abeba einen Nicht-Angriffspakt. Jedoch werden immer wieder neue Angriffe gemeldet. Die Vereinten Nationen und die USA forderten ein Ende der Gewalt. Am 12. April 2012 erklärte die sudanesische Regierung, alle Verhandlungen mit „dem Feind“ abzubrechen, und beschloss die Generalmobilmachung.
Im Zuge der Unruhen im Südsudan begannen wieder Verhandlungen mit dem Sudan, bei denen al-Baschir die Bildung gemeinsamer Armeeeinheiten vorschlug.

#### Beziehungen zu Ägypten
Die Beziehungen zu Ägypten sind aufgrund der langen gemeinsamen Geschichte beider Länder von großer Bedeutung für den Sudan. Nach der Ägyptischen Revolution 1952 erklärte sich Ägypten bereit, den Sudan in die Unabhängigkeit zu entlassen, nachdem das Land lange Anspruch auf den Sudan erhoben hatte. Nach der Unabhängigkeit waren die Beziehungen wechselhaft. 1959 wurde ein Abkommen über die Nutzung des Nils zwischen beiden Ländern abgeschlossen, wobei der Sudan später eine Revision des Abkommens forderte. Auch der Verlauf der Grenze zwischen Ägypten und dem Sudan sorgte für Streitigkeiten.
Im 2023 ausgebrochenen Bürgerkrieg im Sudan unterstützte der ägyptische Präsident Abd al-Fattah as-Sisi seinen Amtskollegen Abdel Fattah Burhan und versuchte im Konflikt zu vermitteln.

#### Beziehungen zum Tschad
Wegen des Konfliktes um Darfur und den damit einhergehenden Rebellenaktivitäten im Grenzgebiet stellte der Tschad am 23. Dezember 2005 den Kriegszustand mit dem Sudan fest. Der Tschad erklärte aber, dass dies keine Kriegserklärung sei. Im April 2006 brach der westliche Nachbarstaat die diplomatischen Beziehungen zum Sudan ab, da er diesen der Unterstützung der oppositionellen FUC bezichtigt. Bei deren Angriff auf N’Djamena kamen zuvor bis zu 500 Menschen ums Leben.
Am 9. August 2006 gaben der Präsident Tschads, Idriss Déby, und sein sudanesischer Amtskollege al-Baschir die sofortige Wiederaufnahme der diplomatischen Beziehungen und des Grenzverkehrs bekannt. Die Normalisierung der Beziehungen wurde durch die Vermittlung des libyschen Führers Muammar al-Gaddafi und des senegalesischen Präsidenten Abdoulaye Wade erreicht.

#### Verhältnis zu Saudi-Arabien und den USA

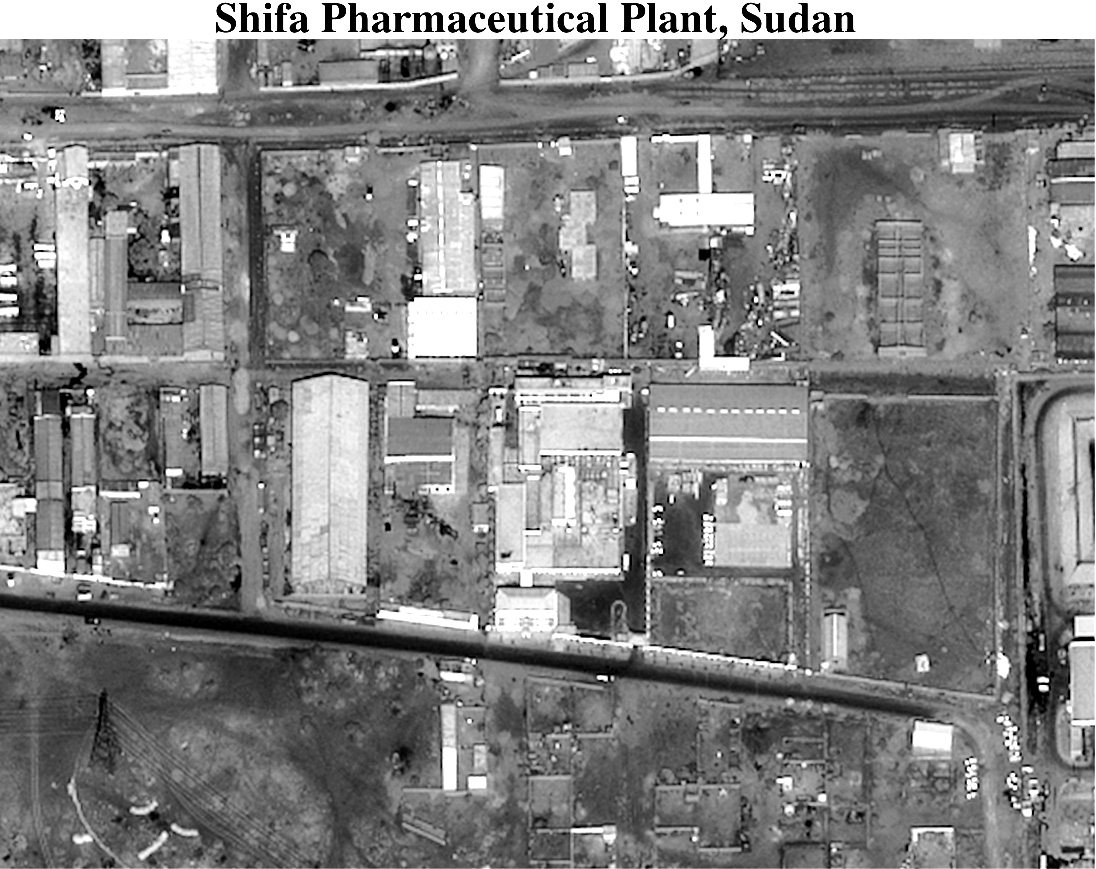
Foto des US-Verteidigungsministeriums nach dem Angriff auf die Asch-Schifa-Arzneimittelfabrik

Aufgrund der Kritik Osama bin Ladens am Königshaus von Saudi-Arabien und der saudischen Politik im Zweiten Golfkrieg wurde er von Saudi-Arabien zur persona non grata erklärt und man versuchte, seiner Person habhaft zu werden. Wegen dieser Bedrohung floh Osama bin Laden 1991 in den Sudan, der aufgrund eines Militärputsches von 1989 durch General al-Baschir und dessen islamisch-fundamentalistische Bestrebungen international isoliert war. Hier wurde Bin Laden vor allem geschäftlich tätig: Mit seiner Baufirma nahm er den Neubau einer Autobahn von Khartum nach Bur Sudan in Angriff und gründete eine Geschäftsbank. 1994 wurde ihm aufgrund seiner internationalen terroristischen Aktivitäten die saudische Staatsbürgerschaft entzogen. Auf saudischen und US-amerikanischen Druck hin verwies der Sudan 1996 Osama bin Laden des Landes, der daraufhin nach Afghanistan reiste.
Trotz des Nachgebens galt der Sudan weiterhin in den USA als Terrorstaat und 1998 kam es nach den Bombenanschlägen auf die US-Botschaften in Nairobi, Kenia, und Daressalam, Tansania, zu einer Vergeltungsaktion seitens der USA auf die Asch-Schifa-Arzneimittelfabrik, in der eine Giftgasfabrik vermutet wurde. Eine Verstrickung in die Bombenanschläge oder die Produktion von Giftgas in der bombardierten Fabrik konnten bis heute nicht nachgewiesen werden.
Präsident Barack Obama setzte zur Beendigung der Kämpfe in Darfur auf mehr Dialog als die Vorgängerregierung: Im Gegensatz zum US-Sondergesandten der Bush-Administration für den Sudan, Richard Williamson, plante Barack Obamas Sondergesandter Scott Gration, sowohl mit den unterschiedlichen Rebellen als auch mit der Regierung in Khartum zu verhandeln; insbesondere setzte er auf eine Annäherung der vielen Rebellengruppen. Er sprach sich für eine Fortsetzung des US-Embargos aus.
Nach 27 Jahren entfernten die USA unter dem scheidenden Präsidenten Donald Trump den Sudan im Dezember 2020 von der Terrorliste. Vorausgegangen war ein Handel, bei dem die Regierung des Sudan zunächst die Beziehungen zu Israel normalisierte, sowie eine Entschädigung für die Familien der Opfer der Anschläge auf die Cole im Jahr 2000 und auf die Botschaften in Kenia und Tansania 1998 zusicherte.

#### Verhältnis zu Israel
Die Beziehungen zwischen dem Sudan und Israel gelten als angespannt. Nachdem am 24. Oktober 2012 eine Waffenfabrik im Sudan explodiert war, beschuldigte die sudanesische Regierung Israel, dafür verantwortlich zu sein. Es gab auch andere Vorfälle wie im Jahr 2009, als ein LKW-Konvoi aus der Luft bombardiert wurde, woraufhin die Regierung ebenfalls Israel für die Anschläge verantwortlich gemacht hatte. Es wurde spekuliert, ob der LKW Waffen an die Hamas liefern sollte. Ein Gesetz von 1958, das diplomatische und geschäftliche Beziehungen verbot, wurde im April 2021 zurückgezogen.

#### Verhältnis zu Deutschland
Im September 2019 besuchte Außenminister Heiko Maas als erster westlicher Chefdiplomat nach dem Sturz Umar al-Baschirs den Sudan. Im Februar 2020 reisten Entwicklungsminister Gerd Müller und Bundespräsident Frank-Walter Steinmeier nach Khartum. Bundeskanzlerin Merkel traf den sudanesischen Premierminister Abdalla Hamdok zu einem Arbeitsgespräch in Berlin. Außerdem verabschiedete der Bundestag im selben Monat einen Beschluss, in dem er die Bundesregierung zur Unterstützung des Sudan und zur Wiederaufnahme der bilateralen Entwicklungszusammenarbeit aufforderte. Deutschland unterstützt die Übergangsregierung durch Stabilisierungsprojekte unter anderem zur Förderung der Rechtsstaatlichkeit, zum Aufbau der Kapazitäten der Regierung sowie zur Friedensmediation. In Darfur war Deutschland bis Dezember 2020 an der Friedensmission der Vereinten Nationen und der Afrikanischen Union (UNAMID) mit Angehörigen von Polizei und Bundeswehr beteiligt.
Anfang Juni 2020 wurde im UN-Sicherheitsrat das von Deutschland und Großbritannien eingebrachte Mandat der neuen politischen Mission der Vereinten Nationen in Sudan (UNITAMS) einstimmig angenommen. UNITAMS hat den Auftrag, seit Jahresbeginn 2021 den Übergang zur Demokratie zu begleiten. Als Leiter dieser UN-Mission wurde der deutsche Politikwissenschaftler und frühere Mitarbeiter der UN-Mission in Syrien, Volker Perthes, benannt.

#### Grenzstreitigkeiten
Das Hala’ib-Dreieck wird von Ägypten beansprucht und seit dem Jahr 2000 verwaltet, nachdem sich die sudanesischen Truppen aus dem Gebiet freiwillig zurückgezogen haben. Eine Einigung steht aber noch aus.
Das Ilemi-Dreieck wurde bereits 1950 vom Sudan aufgegeben, liegt jetzt aber an der Grenze zwischen Südsudan, Kenia und Äthiopien.

#### Mitgliedschaft in Organisationen
Der Sudan ist Mitglied in folgenden internationalen Organisationen:
| Beitrittsdatum | Organisation                                            | Abkürzung | Kommentar            |
| -------------- | ------------------------------------------------------- | --------- | -------------------- |
| 1956           | Vereinte Nationen                                       | UNO       |                      |
| 1956           | Arabische Liga                                          |           |                      |
| 1963           | Organisation für Afrikanische Einheit                   | OAU       | Vorläufer der AU     |
| 1969           | Organisation der Islamischen Konferenz                  | OIC       |                      |
| 1981           | Preferential Trade Area for Eastern and Southern Africa | PTA       | Vorläufer der COMESA |
| 1986           | Intergovernmental Authority on Drought and Development  | IGADD     | Vorläufer der IGAD   |
| 1994           | Common Market for Eastern and Southern Africa           | COMESA    | Nachfolge der PTA    |
| 1996           | Intergovernmental Authority on Development              | IGAD      | Nachfolge der IGADD  |
| 1998           | Gemeinschaft der Sahel-Saharanischen Staaten            | CEN-SAD   |                      |
| 2001           | Afrikanische Union                                      | AU        | Nachfolge der OAU    |

### Streitkräfte
Seit der 1. Januar 1956 ausgerufenen Unabhängigkeit des Sudan spielt das Militär eine entscheidende Rolle in der Politik des Landes. Die heutigen Sudan People’s Armed Forces wurden nach dem Militärputsch von 1989 offiziell im Jahre 1990 neu gegründet und unterstehen dem Präsidenten bzw. dem Vorsitzenden des „Souveränen Rates“. Das Präsidentenamt hatte seit einem Militärputsch 1989 der General Umar al-Baschir bis zu seinem Sturz 2019 inne, als die Armeeführung sich an die Spitze des Staates stellte. Seit August 2019 regiert ein „Souveräner Rat“ aus elf Mitgliedern, davon fünf Militärs. Der Oberkommandierende ist bis auf Weiteres auch Vorsitzender dieses Rates.
Der Sudan gab 2017 knapp 3,2 Prozent seiner Wirtschaftsleistung oder 4,4 Mrd. US-Dollar für seine Streitkräfte aus. Die Militärausgaben des Landes werden damit in Afrika nur noch von Algerien übertroffen. Insgesamt 30,9 Prozent der Staatsausgaben wurden für das Militär aufgewendet, was einer der höchsten Anteile der Welt ist.

### Administrative Gliederung
Der Sudan war bis zum 9. Juli 2011 in 25 (bis Ende 2005: 26) Bundesstaaten (wilayat) unterteilt, die sich wieder in insgesamt 133 Distrikte gliederten. Von den 26 Bundesstaaten bildeten die zehn südlichsten die autonome Region Südsudan. Am 9. Juli 2011 erlangte der Südsudan als Republik Südsudan die Unabhängigkeit. Durch die Teilung von Bundesstaaten gliedert sich der Sudan nun in 18 Bundesstaaten.

## Wirtschaft
Der Sudan ist nach Nigeria, Südafrika und Angola die viertgrößte Volkswirtschaft Subsahara-Afrikas. Das Bruttoinlandsprodukt (kaufkraftbereinigt) pro Kopf beträgt 4.447 Euro (Stand 2016), womit der Sudan zu den reicheren Ländern Afrikas gehört. Dennoch ist der Sudan vom Lebensstandard her in den unteren Kategorien weltweit anzusiedeln und das Vermögen ist äußerst ungleich verteilt. Ein weiteres Problem ist die hohe Inflation. 2017 lag sie bei 26,9 %. Der Staat nimmt lediglich 6,9 % der Wirtschaftsleistung als Steuereinnahmen ein und muss sich deshalb verschulden.
Gleichzeitig verfügt Sudan über reiche Bodenschätze sowie ein relativ gut ausgebildetes Arbeitskräftereservoir. Die sudanesische Regierung hat aufgrund der anhaltenden Konflikte im Land beträchtliche Summen der Einkünfte aus dem Erdölexport in den Rüstungsetat investiert. Sudan ist infrastrukturell, insbesondere in den Bereichen Energieversorgung, Wasser/Abwasser, Telekommunikation und Verkehr unzureichend erschlossen. Es besteht großer Entwicklungsbedarf in allen Bereichen.
Die Arbeitslosenquote lag im Jahr 2017 bei 19,6 %, zudem sind die meisten Beschäftigungsverhältnisse informeller Natur und Unterbeschäftigung ist weit verbreitet. Die Gesamtzahl der Beschäftigten wird für 2007 auf 11,9 Millionen geschätzt; davon sind 25,7 % Frauen (2017).
Bedeutendster Wirtschaftszweig ist der Ölexport, gefolgt von der Landwirtschaft, die etwa ein Drittel der Wirtschaftsleistung ausmacht.
Im Index für wirtschaftliche Freiheit belegte das Land 2017 Platz 164 von 180 Ländern. Die Wirtschaft wird im Sudan sehr stark vom Staat kontrolliert.
Das Land führt eine Wertpapierbörse, welche als Khartoum Stock Exchange bekannt ist. 

### Kennzahlen
Alle BIP-Werte sind in US-Dollar (Kaufkraftparität) angegeben. Zahlen gelten bis 2011 für den gesamten Sudan und ab diesem Zeitpunkt nur noch für den Nordsudan. In der folgenden Tabelle kennzeichnen die Farben:
| Jahr                                  | 2000  | 2005  | 2010   | 2015   | 2016   | 2017   | 2018   | 2019   | 2020    | 2021    | 2022    | 2023    | 2024    |
| BIP KKP (Mrd. $)                      | 86,9  | 135,1 | 175,4  | 171,3  | 181,0  | 185,7  | 192,3  | 183,6  | 197,6   | 171,1   | 178,7   | 151,3   | 123,5   |
| BIP KKP pro Kopf in $                 | 2.737 | 3.750 | 4.282  | 4.456  | 4.572  | 4.705  | 4.580  | 4.248  | 4.455   | 3.761   | 3.829   | 3.158   | 2.513   |
| BIP-Wachstum (real)                   | 8,4 % | 5,6 % | 3,9 %  | 4,9 %  | 4,7 %  | 0,8 %  | −2,3 % | −2,5 % | −3,6 %  | 0,5 %   | −2,5 %  | −18,3 % | −20,3 % |
| Inflationsrate                        | 7,1 % | 8,5 % | 13,0 % | 16,9 % | 17,8 % | 32,4 % | 63,3 % | 51,0 % | 163,3 % | 359,1 % | 138,8 % | 77,2 %  | 200,1 % |
| Staatsverschuldung in Prozent des BIP | 143 % | 75 %  | 75 %   | 93 %   | 110 %  | 150 %  | 210 %  | 217 %  | 278 %   | 190 %   | 187 %   | 252 %   | 344 %   |

### Soziale Lage
Der Sudan verfügt über kein ausreichendes soziales Sicherungssystem. Die soziale Absicherung und die medizinische Versorgung sind unzureichend.
Laut dem Welternährungsprogramm leben im Sudan Stand 2023/2024 fast 18 Millionen Menschen in akuter Ernährungsunsicherheit. Fast fünf Millionen von ihnen leiden unter extremer Nahrungsmittelknappheit.
Die Unabhängigkeit der Republik Südsudan im Juli 2011 und der dort immer wieder aufflammende Bürgerkrieg lässt zudem zahllose Süd-Sudanesen Zuflucht im Sudan suchen. In dieser politisch instabilen Situation fehlen dem Staat die Ressourcen, um elementare Dienstleistungen wie Bildung, Gesundheit, Wasserversorgung sowie Sanitäreinrichtungen ausreichend zur Verfügung zu stellen. Zusätzlich erschweren wiederkehrende Dürren im Osten des Landes die Versorgung der Bevölkerung mit Nahrungsmitteln und Wasser.
Das Welternährungsprogramm der Vereinten Nationen schätzte Anfang 2024, dass fast 18 Millionen Menschen unter akutem Hunger litten (dritte Stufe auf der IPC-Skala).

### Bodenschätze und Energie

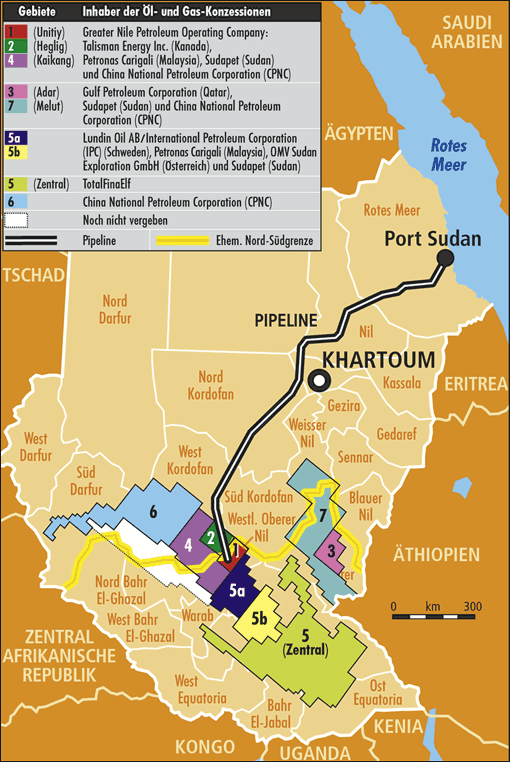
Öl- und Gas-Konzessionen im Sudan (Stand 2004)

Der Sudan verfügt über reichhaltige Vorkommen von Bodenschätzen, wie zum Beispiel Erdöl, Eisen, Marmor, Gold und Uran. Nach US-Schätzungen aus den 1990er Jahren betrugen die Ölreserven rund drei Milliarden Barrel. Bis 2011 hat sich diese Schätzung auf fünf Milliarden Barrel erhöht, der Großteil davon im Südsudan, obwohl seit den 1990er Jahren mindestens zwei Milliarden Barrel gefördert worden sind. Dank moderner Technik dürfte sich diese Menge weiterhin erhöhen.
Die Ölkonzessionen für die Gebiete Melut (Bassin im Bundesstaat A’ali an-Nil) bzw. Uwail haben sich bereits der französische Konzern TotalEnergies bzw. der US-Konzern Chevron Corporation gesichert.
Bisher sind die meisten Ölfelder noch nicht erschlossen – teilweise sind sogar die Konzessionen noch nicht vergeben. Allerdings arbeitet die Greater Nile Petroleum Operating Company daran, dem abzuhelfen.
Ein Drittel des sudanesischen bzw. südsudanesischen Erdöls geht nach China; mittlerweile deckt das afrikanische Land schätzungsweise sechs bis acht Prozent der gesamten Ölimporte Pekings. Man erwartet eine Steigerung auf 800.000 Barrel täglich. Die Unabhängigkeit des Südsudan veränderte die Lage allerdings.
Der Südsudan hatte 2012 den Ölexport wegen andauernder Streitigkeiten mit dem Sudan über die Höhe der Transitgebühren eingestellt. Der Südsudan verlor damit 98 Prozent seiner Staatseinnahmen, da der Export derzeit nur über die Pipelines des Sudan möglich ist. Der Sudan verlangte 32 USD je Barrel für die Durchleitung (international üblich sind zwischen 60 und 80 Cent je Barrel). Der Südsudan war bereit, einen USD zu bezahlen. 2012 standen beide Staaten vor einem erneuten Krieg, wobei es bereits zu Gefechten kam.
2014 einigten sich beide Seiten, die Ölförderung im Südsudan wieder gemeinsam zu betreiben und die dortigen Ölfelder durch gemischte Verbände beider Armeen vor den Bürgerkriegswirren im Südsudan zu schützen.

### Landwirtschaft

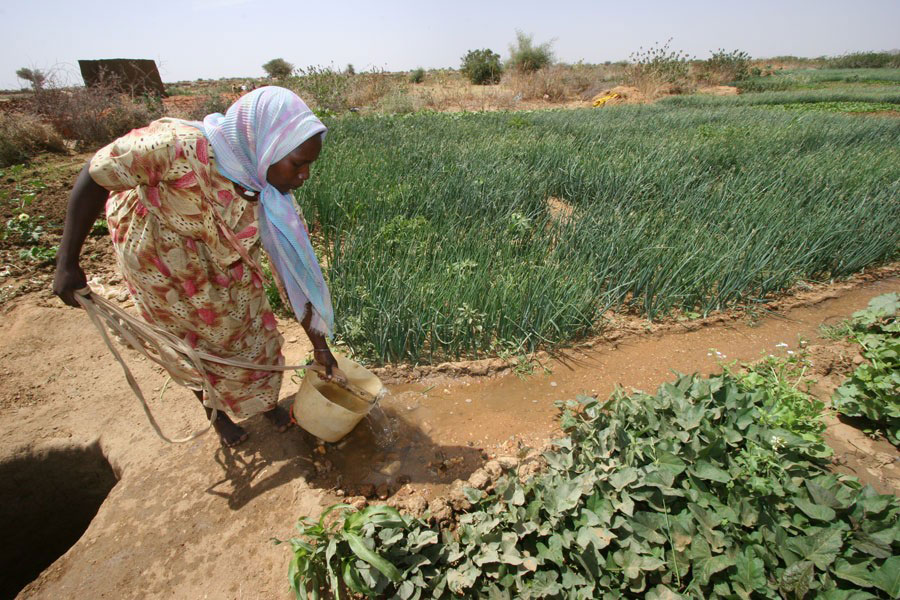
Bewässerungsfeldbau in Nord-Darfur

Früher war allgemein ein System von gemeinschaftlichen Eigentumsrechten an Weiden und Ackerbauland üblich. Einige Familien besaßen auch private Landrechte. Ein 1926 erlassenes Gesetz stellte nichtprivates Land unter Eigentumsvorbehalt des Kolonialstaates, in der Praxis wurde aber das traditionelle Bodenrecht beibehalten. Nach dem Zweiten Weltkrieg wurde von den Briten mit der Einführung einer mechanisierten Landwirtschaft begonnen, mit dem ursprünglichen Ziel, die eigenen Truppen zu ernähren. Gesetzesänderungen um 1970 ermöglichten freie Zugriffsmöglichkeiten auf Landressourcen. Zusammen mit der durch Weltbankkredite finanzierten Mechanisierung der Landwirtschaft in fruchtbaren Gebieten führte das zu Enteignungen und zur Herausbildung einer Großgrundbesitzerschicht (suitcase farmers).
Etwa sieben Prozent der Fläche sind landwirtschaftlich genutzt. Eine wichtige Devisenquelle des Landes ist die Baumwolle, die vor allem in den Bewässerungsgebieten der Dschazira-Ebene zwischen dem Weißen und dem Blauen Nil angebaut wird. Weitere Erzeugnisse sind Erdnüsse, Sesam, Hirse, Sorghum, Weizen und Zuckerrohr. Der Sudan liefert etwa 50 Prozent (früher 85–90 %) der Weltproduktion von Gummiarabikum, das aus dem Harz einer Akazienart gewonnen wird. Die Hälfte des produzierten Gummiarabikums stammt aus der Provinz Kurdufan, je ein Viertel aus Kassala und Darfur.

### Außenhandel
Die Volksrepublik China ist der wichtigste ausländische Investor im Sudan. China liefert Waffen, ebenso Russland und Belarus.
Hauptexportländer (Stand 2016) sind die Vereinigten Arabischen Emirate (23,4 Prozent), die Volksrepublik China (23,3 Prozent) und Saudi-Arabien (20,8 Prozent).
Hauptimportländer (Stand 2016) sind die Volksrepublik China (22,7 Prozent), die Vereinigten Arabischen Emirate (8,8 Prozent), Indien (8,4 Prozent), Ägypten (6,0 Prozent), Saudi-Arabien (4,6 Prozent) und die Türkei (4,3 Prozent).

### Staatshaushalt
Der Staatshaushalt umfasste 2016 Ausgaben von umgerechnet 11,48 Mrd. US-Dollar; dem standen Einnahmen von umgerechnet 7,30 Mrd. US-Dollar gegenüber. Daraus ergibt sich ein Haushaltsdefizit in Höhe von 4,2 % des BIP.

Die Staatsverschuldung betrug 2016 60,6 Mrd. US-Dollar oder 64,2 % des BIP. Nach der Sezession des Südsudan übernahm zunächst der Norden die gesamten Staatsschulden des Gesamtstaates; eine Einigung über eine mögliche Aufteilung der Verbindlichkeiten steht noch aus.
2006 betrug der Anteil der Staatsausgaben (in Prozent des BIP) folgender Bereiche:
- Gesundheit:[116] 3,8 %
- Bildung:[113] 6,0 % (1991)
- Militär:[113] 3,0 % (2005)

## Infrastruktur
Im Logistics Performance Index, der von der Weltbank erstellt wird und die Qualität der Infrastruktur misst, belegte Sudan 2018 den 121. Platz unter 160 Ländern.

### Straßenverkehr

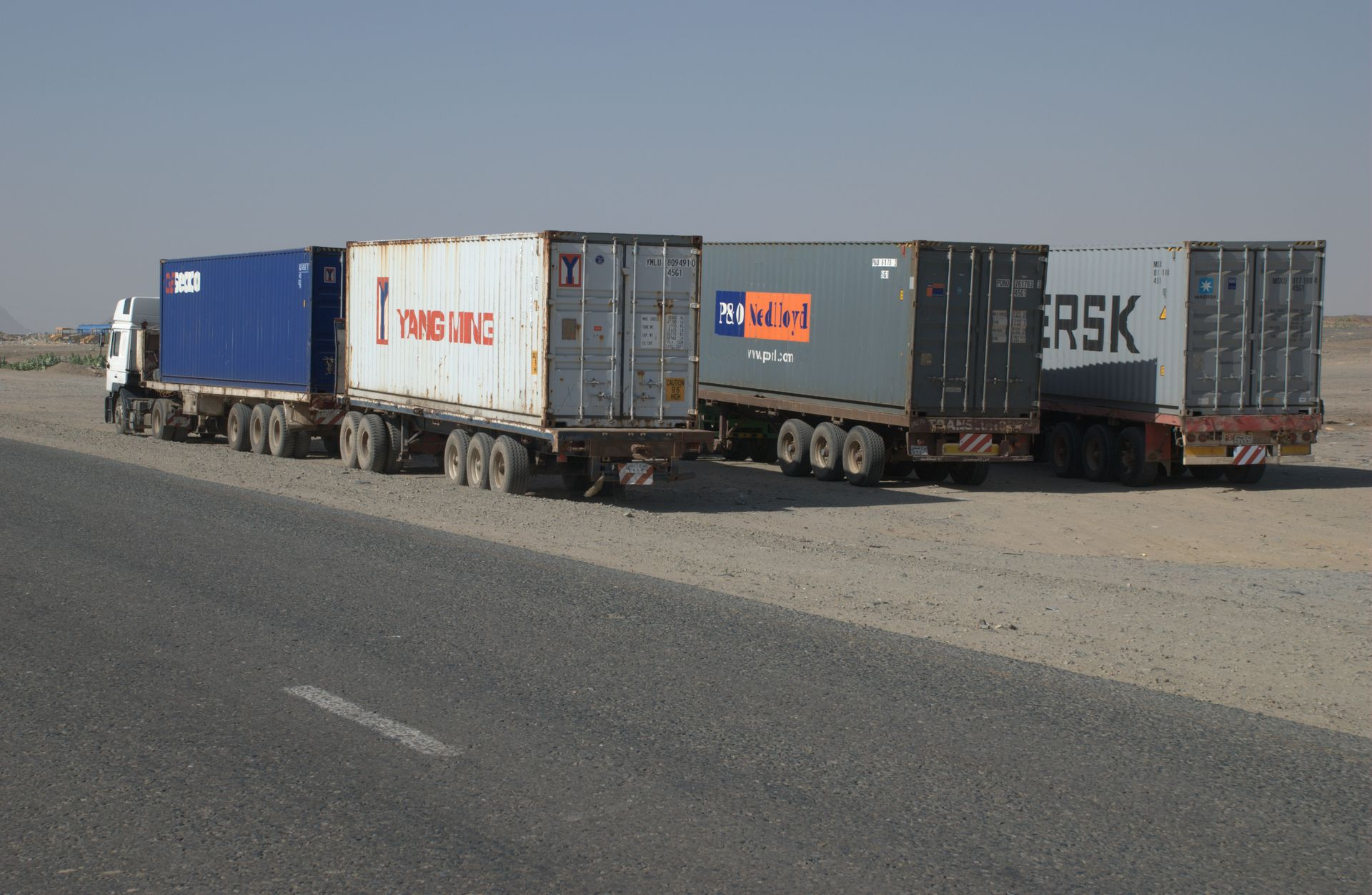
Der Großteil aller Güter wird auf der neuen Straße von Port Sudan über Atbara in die Hauptstadt transportiert. Die Sattelzüge mit Anhänger sind etwa 30 Meter lang.

1970 bestand nur eine asphaltierte Straße zwischen Khartum und Wad Madani. Bis 1980 war in Etappen und mit Hilfe von mehreren Ländern die weitere Strecke über Kassala bis Port Sudan asphaltiert (annähernd 1200 Kilometer). Insgesamt gab es 1990 von 20.000–25.000 Kilometer gesamtem Straßennetz etwa 3000–3500 Kilometer asphaltierte Straßen. Für 1996 werden 11.900 Kilometer unasphaltierte Fernstraßen und 4320 Kilometer Asphaltstraßen angegeben. Seit 2000 erfolgt parallel zum wirtschaftlichen Aufschwung durch den Erdölexport ein beschleunigter Ausbau aller Fernstraßen im Nordsudan. Ende 2008 waren die Straßenverbindungen zwischen den Städten im Bereich von El Obeid im Westen über Kassala und Port Sudan im Osten neu asphaltiert. Im Norden ist eine Querverbindung von Port Sudan über Atbara und Merowe bis Dongola asphaltiert. Mit der Fertigstellung der verbleibenden Teilstrecken nach Wadi Halfa, über Abu Hamad und entlang des Nil, wird für 2009 gerechnet. Eine Nilbrücke bei Merowe wurde 2008 eingeweiht, zwei weitere Brücken, bei Atbara und Dongola, befinden sich im Bau.
Im Südsudan war es erst ab 2000 möglich, die Straße von Lokichoggio (Kenia) nach Dschuba zur Versorgung der vom Bürgerkrieg betroffenen Bevölkerung auszubauen. Seit Beendigung des Krieges 2005 müssen die Erdstraßen in weiten Teilen zuerst von Minen geräumt werden, bevor sie mit einem allwettertauglichen Schotterbelag versehen werden können. Die wichtige Versorgungsstrecke nach Gulu (Uganda) war 2008 noch in schlechtem Zustand, dafür wurde die Fertigstellung einer durchgehenden Schotterstraße von Juba über Wau nach Khartum gemeldet.

### Schienenverkehr

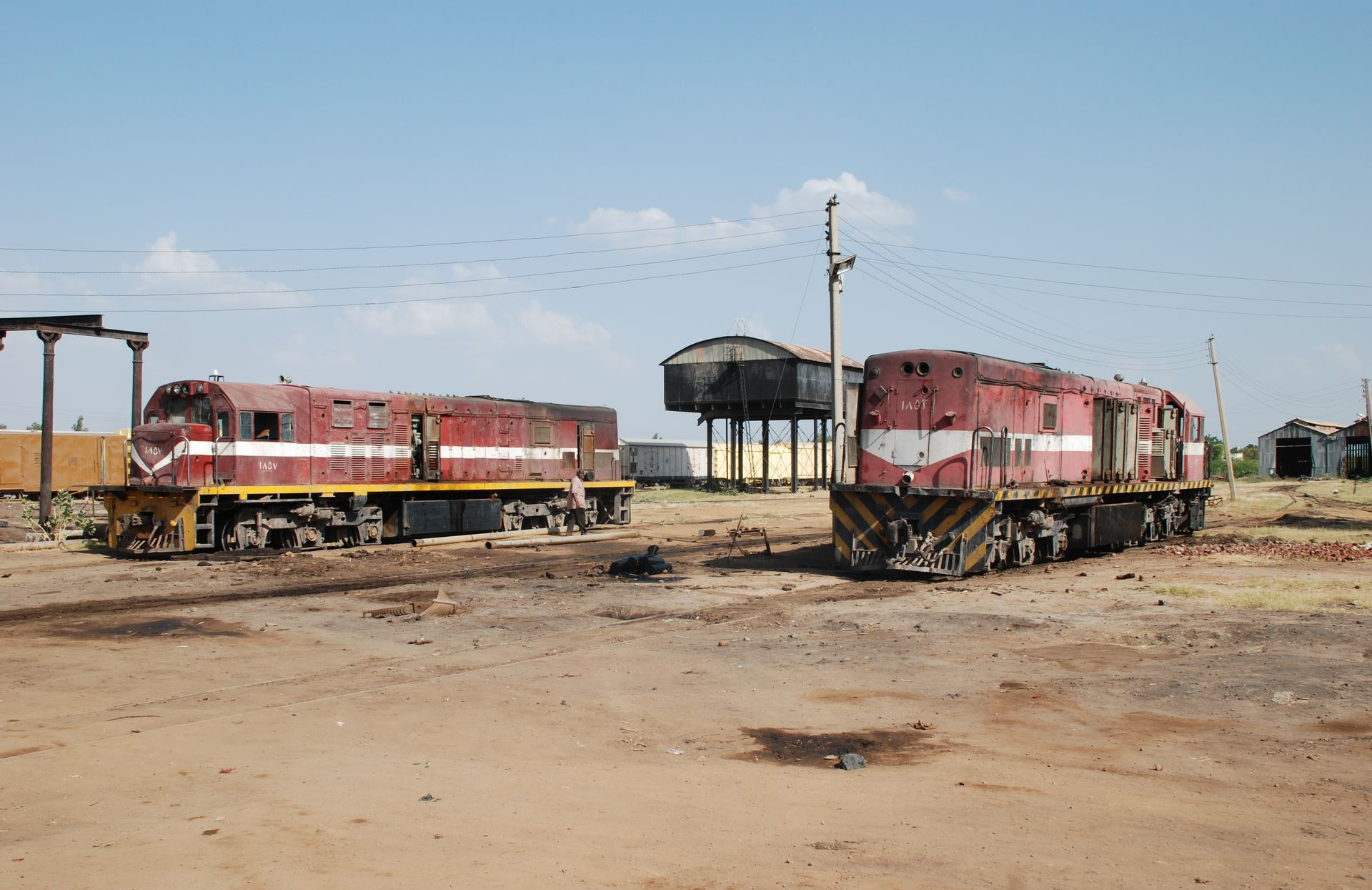
Bahnhof Kosti am Nilufer. Für den Südsudan bestimmte Güter werden hier auf Frachtkähne umgeladen

Die Eisenbahn im Sudan spielt heute nur noch eine untergeordnete Rolle im Verkehr des Landes. Bis in die 1960er Jahre hatte sie allerdings nahezu ein Transportmonopol für den Fernverkehr zu Land. Neben dem landesweiten Netz in Kapspur bestand auch noch ein Feldbahnnetz in 610-mm-Spur, die Dschazira-Eisenbahn, die im Zuge des Dschazira-Projekts entstand und regional bedeutend war.

### Wasserverkehr
Der wichtigste Seehafen befindet sich in Port Sudan, über den das Erdöl aus dem Landesinneren mittels einer Pipeline exportiert werden kann.
Der Sudan verfügte in seinen Staatsgrenzen vor dem 9. Juli 2011 über etwa 4068 Kilometer Wasserstraßen, wovon 1723 Kilometer (Blauer und Weißer Nil) ganzjährig befahrbar sind. Wichtige Flusshäfen sind Khartum, Kusti und Wadi Halfa.

### Pipelines
Das Pipelinenetz umfasst für Erdöl 2365 Kilometer, für Erdölprodukte 810 Kilometer und für Gas 156 Kilometer. Seit April 2006 fördert der Sudan durch Ölpipelines 365.000 Barrel Erdöl am Tag, obwohl die Kapazitäten bereits auf 500.000 Barrel am Tag erweitert wurden – aufgrund von technischen Problemen mit der von Malaysia gebauten Ölpipeline kann dieses Potenzial noch nicht ausgeschöpft werden.

### Telekommunikation
Im Jahr 2022 nutzten 28,7 Prozent der Einwohner Sudans das Internet.

## Kultur

### Medien
Im Sudan existieren zahlreiche arabischsprachige Regionalzeitungen. Hinzu kommen landesweite Zeitungen auf Arabisch und Englisch.
Die staatliche Sudan National Broadcasting Corporation produziert das arabische Fernsehprogramm Sudan TV und Radioprogramme in Arabisch, Englisch, Französisch und Swahili. Sämtliche Medien werden durch die sudanesische Regierung kontrolliert. Das Oppositionsbündnis Nationale Demokratische Allianz produziert im englischen Bristol einige Stunden in der Woche das Programm Voice of Sudan in Englisch und strahlt es über einen UKW-Sender und per Livestream aus.
Nach 30 Jahren Militärregierung unter Omar al-Bashir wurde im August 2022 die erste unabhängige Gewerkschaft für sudanesische Journalisten gegründet. Seit der sudanesischen Revolution von 2019 und der Einrichtung einer Übergangsregierung konnten Journalisten mit weniger Einschränkungen arbeiten als zuvor, aber nachdem das Militär im Oktober 2021 durch einen Putsch erneut die Macht ergriffen hatte, wurden Journalisten erneut bedroht und festgenommen. Die Gewerkschaft umfasst mehr als 1000 Mitglieder und ihre Ziele sind Meinungsfreiheit, Mindestlohn, Kranken- und Sozialversicherung. Außerdem fordert die Gewerkschaft erstmals gleiche Bezahlung für Frauen und Männer, bezahlten Mutterschutz und Führungspositionen in Zeitungen für Journalistinnen.
Reuters, Agence France-Presse (AFP), Al Jazeera und andere Nachrichtenagenturen haben Büros und Korrespondenten in Khartum.

### Sport
Eine der beliebtesten Sportarten im Sudan ist Fußball. Der bislang größte Erfolg der Fußballnationalmannschaft war der Gewinn der Fußball-Afrikameisterschaft 1970, die im eigenen Land stattfand. Seither konnte sich die Mannschaft nur noch für etwa jede fünfte Afrikameisterschaft überhaupt qualifizieren – für eine Weltmeisterschaft konnte sie sich noch nie qualifizieren.
Special Olympics Sudan wurde 1999 gegründet und nahm mehrmals an Special Olympics Weltspielen teil.